# Kína a 2022. évi téli olimpiai játékokon
Kína a Pekingben megrendezett 2022. évi téli olimpiai játékok házigazda nemzeteként vett részt a versenyeken. Az országot az olimpián 15 sportágban 176 sportoló képviselte, akik összesen 15 érmet szereztek. Kína legnagyobb küldöttsége volt a téli olimpiai játékok történetében. A megszerzett 9 aranyéremmel és összesen 15 éremmel az ország addigi legjobb szereplése volt.

## Érmesek
| Érem  | Versenyző                                            | Sportág                    | Versenyszám         |
| ----- | ---------------------------------------------------- | -------------------------- | ------------------- |
| Arany | Gao Tingyu                                           | Gyorskorcsolya             | Férfi 500 m         |
| Arany | Sui Wenjing Han Cong                                 | Műkorcsolya                | Páros               |
| Arany | Qu Chunyu Fan Kexin Wu Dajing Ren Ziwei Zhang Yuting | Rövidpályás gyorskorcsolya | Vegyes 2000 m váltó |
| Arany | Ren Ziwei                                            | Rövidpályás gyorskorcsolya | Férfi 1000 m        |
| Arany | Eileen Gu                                            | Síakrobatika               | Női big air         |
| Arany | Qi Guangpu                                           | Síakrobatika               | Férfi ugrás         |
| Arany | Xu Mengtao                                           | Síakrobatika               | Női ugrás           |
| Arany | Eileen Gu                                            | Síakrobatika               | Női félcső          |
| Arany | Su Yiming                                            | Snowboard                  | Férfi big air       |
| Ezüst | Li Wenlong                                           | Rövidpályás gyorskorcsolya | Férfi 1000 m        |
| Ezüst | Xu Mengtao Jia Zongyang Qi Guangpu                   | Síakrobatika               | Vegyes ugrás        |
| Ezüst | Eileen Gu                                            | Síakrobatika               | Női slopestyle      |
| Ezüst | Su Yiming                                            | Snowboard                  | Férfi slopestyle    |
| Bronz | Han Yutong Qu Chunyu Fan Kexin Zhang Yuting          | Rövidpályás gyorskorcsolya | Női 3000 m váltó    |
| Bronz | Yan Wengang                                          | Szkeleton                  | Férfi               |

## Alpesisí
Férfi
| Versenyző      | Versenyszám            | 1. futam      | 1. futam      | 2. futam | 2. futam | Összesítés    | Összesítés    |
| Versenyző      | Versenyszám            | Idő           | Hely.         | Idő      | Hely.    | Idő           | Helyezés      |
| -------------- | ---------------------- | ------------- | ------------- | -------- | -------- | ------------- | ------------- |
| Xu Mingfu      | Lesiklás               |               |               |          |          | 1:56,93       | 36.           |
| Xu Mingfu      | Óriás-műlesiklás       | 1:15,96       | 41.           | 1:17,26  | 31.      | 2:33,22       | 33.           |
| Xu Mingfu      | Műlesiklás             | nem ért célba | nem ért célba | kiesett  | kiesett  | kiesett       | kiesett       |
| Xu Mingfu      | Szuperóriás-műlesiklás |               |               |          |          | nem ért célba | nem ért célba |
| Zhang Yangming | Lesiklás               |               |               |          |          | nem ért célba | nem ért célba |
| Zhang Yangming | Óriás-műlesiklás       | 1:15,66       | 40.           | 1:19,51  | 35.      | 2:35,17       | 36.           |
| Zhang Yangming | Műlesiklás             | nem ért célba | nem ért célba | kiesett  | kiesett  | kiesett       | kiesett       |
| Zhang Yangming | Szuperóriás-műlesiklás |               |               |          |          | 1:29,39       | 33.           |

| Versenyző      | Versenyszám | Lesiklás | Lesiklás | Műlesiklás | Műlesiklás | Összesítés | Összesítés |
| Versenyző      | Versenyszám | Idő      | Hely.    | Idő        | Hely.      | Idő        | Helyezés   |
| -------------- | ----------- | -------- | -------- | ---------- | ---------- | ---------- | ---------- |
| Xu Mingfu      | Összetett   | 1:55,32  | 24.      | 1:05,08    | 17.        | 3:00,40    | 17.        |
| Zhang Yangming | Összetett   | 1:55,25  | 23.      | 54,47      | 13.        | 2:49,72    | 16.        |

Női
| Versenyző    | Versenyszám            | 1. futam      | 1. futam      | 2. futam | 2. futam | Összesítés | Összesítés |
| Versenyző    | Versenyszám            | Idő           | Hely.         | Idő      | Hely.    | Idő        | Helyezés   |
| ------------ | ---------------------- | ------------- | ------------- | -------- | -------- | ---------- | ---------- |
| Kong Fanying | Lesiklás               |               |               |          |          | 1:44,53    | 31.        |
| Kong Fanying | Óriás-műlesiklás       | 1:08,25       | 50.           | 1:07,17  | 41.      | 2:15,42    | 40.        |
| Kong Fanying | Műlesiklás             | 1:05,97       | 54.           | 1:05,98  | 47.      | 2:11,95    | 47.        |
| Kong Fanying | Szuperóriás-műlesiklás |               |               |          |          | 1:23,51    | 41.        |
| Ni Yueming   | Óriás-műlesiklás       | 1:08,75       | 53.           | 1:08,31  | 43.      | 2:17,06    | 44.        |
| Ni Yueming   | Műlesiklás             | nem ért célba | nem ért célba | kiesett  | kiesett  | kiesett    | kiesett    |
| Ni Yueming   | Szuperóriás-műlesiklás |               |               |          |          | 1:22,59    | 40.        |

| Versenyző    | Versenyszám | Lesiklás | Lesiklás | Műlesiklás | Műlesiklás | Összesítés | Összesítés |
| Versenyző    | Versenyszám | Idő      | Hely.    | Idő        | Hely.      | Idő        | Helyezés   |
| ------------ | ----------- | -------- | -------- | ---------- | ---------- | ---------- | ---------- |
| Kong Fanying | Összetett   | 1:41,95  | 24.      | 1:05,73    | 15.        | 2:47,68    | 15.        |

Vegyes
| Versenyző                                        | Versenyszám | Nyolcaddöntő        | Negyeddöntő       | Elődöntő          | Döntő             | Helyezés |
| Versenyző                                        | Versenyszám | Ellenfél Eredmény   | Ellenfél Eredmény | Ellenfél Eredmény | Ellenfél Eredmény | Helyezés |
| ------------------------------------------------ | ----------- | ------------------- | ----------------- | ----------------- | ----------------- | -------- |
| Xu Mingfu Zhang Yangming Kong Fanying Ni Yueming | Vegyes      | Svájc (SUI) · V 0–4 | kiesett           | kiesett           | kiesett           | 9.       |

## Biatlon
Férfi
| Versenyző                                           | Versenyszám            | Időeredmény | Lövőhiba     | Helyezés |
| --------------------------------------------------- | ---------------------- | ----------- | ------------ | -------- |
| Cheng Fangming                                      | 20 km egyéni indításos | 56:07,8     | 6 (2+1+0+3)  | 69.      |
| Cheng Fangming                                      | 10 km sprint           | 25:53,3     | 1 (0+1)      | 32.      |
| Cheng Fangming                                      | 12,5 km üldözőverseny  | 43:30,4     | 4 (1+2+1+0)  | 22.      |
| Cheng Fangming                                      | 15 km tömegrajtos      | 44:26,8     | 4 (4+0+0+0)  | 30.      |
| Yan Xingyuan                                        | 20 km egyéni indításos | 53:40,6     | 3 (1+1+1+0)  | 39.      |
| Yan Xingyuan                                        | 10 km sprint           | 26:16,7     | 1 (1+0)      | 40.      |
| Yan Xingyuan                                        | 12,5 km üldözőverseny  | 45:30,2     | 5 (2+1+1+1)  | 41.      |
| Zhang Chunyu                                        | 20 km egyéni indításos | 1:07:12,2   | 12 (2+4+5+1) | 92.      |
| Zhang Chunyu                                        | 10 km sprint           | 27:14,2     | 1 (0+1)      | 76.      |
| Zhu Zhenyu                                          | 20 km egyéni indításos | 58:42,6     | 4 (1+2+1+0)  | 83.      |
| Zhu Zhenyu                                          | 10 km sprint           | 27:28,6     | 3 (2+1)      | 81.      |
| Cheng Fangming Yan Xingyuan Zhu Zhenyu Zhang Chunyu | 4 × 7,5 km váltó       | 1:26:27,5   | 13 (2+11)    | 16.      |

Női
| Versenyző                                       | Versenyszám            | Időeredmény | Lövőhiba     | Helyezés |
| ----------------------------------------------- | ---------------------- | ----------- | ------------ | -------- |
| Chu Yuanmeng                                    | 15 km egyéni indításos | 48:58,8     | 2 (0+30+0+2) | 35.      |
| Chu Yuanmeng                                    | 7,5 km sprint          | 23:32,6     | 2 (1+1)      | 61.      |
| Ding Yuhuan                                     | 15 km egyéni indításos | 54:14,6     | 5 (2+1+0+2)  | 81.      |
| Ding Yuhuan                                     | 7,5 km sprint          | 24:33,1     | 2 (1+1)      | 76.      |
| Meng Fanqi                                      | 15 km egyéni indításos | 49:56,5     | 2 (0+0+0+2)  | 47.      |
| Meng Fanqi                                      | 7,5 km sprint          | 23:33,7     | 1 (1+0)      | 62.      |
| Tang Jialin                                     | 15 km egyéni indításos | 51:16,0     | 4 (1+1+1+1)  | 59.      |
| Tang Jialin                                     | 7,5 km sprint          | 23:03,5     | 1 (1+0)      | 35.      |
| Tang Jialin                                     | 10 km üldözőverseny    | 41:48,3     | 4 (1+0+1+2)  | 53.      |
| Tang Jialin Chu Yuanmeng Ding Yuhuan Meng Fanqi | 4 × 6 km váltó         | 1:16:11,5   | 1+5          | 12.      |

Vegyes
| Versenyző                                           | Versenyszám  | Időeredmény | Lövőhiba  | Helyezés |
| --------------------------------------------------- | ------------ | ----------- | --------- | -------- |
| Cheng Fangming Chu Yuanmeng Meng Fanqi Yan Xingyuan | Vegyes váltó | 1:11:28,1   | 12 (0+12) | 15.      |

## Bob
Férfi
| Versenyző                                 | Versenyszám | 1. futam | 1. futam | 2. futam | 2. futam | 3. futam | 3. futam | 4. futam | 4. futam | Összesítés | Összesítés |
| Versenyző                                 | Versenyszám | Idő      | Hely.    | Idő      | Hely.    | Idő      | Hely.    | Idő      | Hely.    | Idő        | Helyezés   |
| ----------------------------------------- | ----------- | -------- | -------- | -------- | -------- | -------- | -------- | -------- | -------- | ---------- | ---------- |
| Sun Kaizhi* Wu Qingze                     | Kettes      | 1:00,04  | 19.      | 1:00,01  | 9.       | 59,99    | 13.      | 1:00,25  | 15.      | 4:00,29    | 14.        |
| Li Chunjian* Liu Vej (Liu Wei)            | Kettes      | 1:00,31  | 24.      | 1:00,01  | 18.      | 1:00,36  | 22.      | kiesett  | kiesett  | 3:01,10    | 22.        |
| Li Chunjian* Ding Song Ye Jielong Shi Hao | Négyes      | 59,31    | 16.      | 59,55    | 13.      | 59,46    | 18.      | 59,66    | 17.      | 3:57,98    | 17.        |
| Sun Kaizhi* Wu Qingze Wu Zhitao Zhen Heng | Négyes      | 59,38    | 18.      | 59,65    | 18.      | 59,47    | 19.      | 59,47    | 12.      | 3:57,97    | 16.        |

Női
| Versenyző                | Versenyszám | 1. futam | 1. futam | 2. futam | 2. futam | 3. futam | 3. futam | 4. futam | 4. futam | Összesítés | Összesítés |
| Versenyző                | Versenyszám | Idő      | Hely.    | Idő      | Hely.    | Idő      | Hely.    | Idő      | Hely.    | Idő        | Helyezés   |
| ------------------------ | ----------- | -------- | -------- | -------- | -------- | -------- | -------- | -------- | -------- | ---------- | ---------- |
| Huai Mingming            | Mono        | 1:05,18  | 6.       | 1:05,72  | 9.       | 1:05,71  | 7.       | 1:05,97  | 8.       | 4:22,58    | 6.         |
| Ying Qing                | Mono        | 1:05,16  | 5.       | 1:05,99  | 12.      | 1:05,82  | 9.       | 1:06,44  | 14.      | 4:23,41    | 9.         |
| Huai Mingming* Wang Xuan | Kettes      | 1:01,88  | 11.      | 1:02,17  | 14.      | 1:02,11  | 12.      | 1:02,10  | 12.      | 4:08,26    | 11.        |
| Ying Qing* Du Jiani      | Kettes      | 1:01,92  | 14.      | 1:02,19  | 15.      | 1:02,29  | 17.      | 1:02,09  | 11.      | 4:08,49    | 14.        |

* – a bob vezetője

## Curling

### Férfi
- Ma Xiuyue
- Zou Qiang
- Wang Zhiyu
- Xu Jingtao
- Jiang Dongxu

Csoportkör
| Nemzet                                 | Skip            | Gy | V | Gy–V     | P+ | P- | Gy end | V end | Üres endek | Rabolt endek | Lökés % | DSC   |
| -------------------------------------- | --------------- | -- | - | -------- | -- | -- | ------ | ----- | ---------- | ------------ | ------- | ----- |
| Nagy-Britannia                         | Bruce Mouat     | 8  | 1 | –        | 63 | 44 | 39     | 31    | 5          | 10           | 88%     | 18,81 |
| Svédország                             | Niklas Edin     | 7  | 2 | –        | 64 | 44 | 43     | 30    | 10         | 11           | 86%     | 14,02 |
| Kanada                                 | Brad Gushue     | 5  | 4 | 1–0      | 58 | 50 | 34     | 38    | 7          | 7            | 84%     | 26,49 |
| Egyesült Államok                       | John Shuster    | 5  | 4 | 0–1      | 56 | 61 | 35     | 41    | 4          | 5            | 83%     | 32,29 |
| Kína                                   | Ma Xiuyue       | 4  | 5 | 2–1; 1–0 | 59 | 62 | 39     | 36    | 6          | 4            | 85%     | 23,55 |
| Norvégia                               | Steffen Walstad | 4  | 5 | 2–1; 0–1 | 58 | 53 | 40     | 36    | 0          | 11           | 84%     | 20,96 |
| Svájc                                  | Peter de Cruz   | 4  | 5 | 1–2; 1–0 | 51 | 54 | 33     | 38    | 13         | 3            | 84%     | 15,74 |
| Az Orosz Olimpiai Bizottság versenyzői | Szergej Gluhov  | 4  | 5 | 1–2; 0–1 | 58 | 58 | 33     | 38    | 6          | 6            | 81%     | 33,72 |
| Olaszország                            | Joël Retornaz   | 3  | 6 | –        | 59 | 65 | 36     | 35    | 3          | 8            | 82%     | 30,76 |
| Dánia                                  | Mikkel Krause   | 1  | 8 | –        | 36 | 71 | 30     | 39    | 3          | 2            | 78%     | 32,84 |

1. forduló, február 9., 20:05 (13:05)
| Sheet D           | 1 | 2 | 3 | 4 | 5 | 6 | 7 | 8 | 9 | 10 | VE |
| Kína (Ma)         | 0 | 0 | 0 | 0 | 1 | 1 | 0 | 2 | 0 | 0  | 4  |
| Svédország (Edin) | 0 | 0 | 1 | 2 | 0 | 0 | 2 | 0 | 0 | 1  | 6  |

2. forduló, február 10., 14:05 (7:05)
| Sheet C                                         | 1 | 2 | 3 | 4 | 5 | 6 | 7 | 8 | 9 | 10 | VE |
| Kína (Ma)                                       | 1 | 1 | 0 | 1 | 0 | 0 | 0 | 1 | 0 | X  | 4  |
| Az Orosz Olimpiai Bizottság versenyzői (Gluhov) | 0 | 0 | 1 | 0 | 1 | 1 | 0 | 0 | 4 | X  | 7  |

3. forduló, február 11., 9:05 (2:05)
| Sheet D        | 1 | 2 | 3 | 4 | 5 | 6 | 7 | 8 | 9 | 10 | VE |
| Dánia (Krause) | 0 | 1 | 0 | 1 | 0 | 1 | 0 | 1 | 0 | 0  | 4  |
| Kína (Ma)      | 1 | 0 | 1 | 0 | 2 | 0 | 1 | 0 | 0 | 0  | 5  |

5. forduló, február 12., 14:05 (7:05)
| Sheet A                | 1 | 2 | 3 | 4 | 5 | 6 | 7 | 8 | 9 | 10 | VE |
| Olaszország (Retornaz) | 0 | 1 | 0 | 3 | 0 | 2 | 1 | 0 | 2 | 0  | 9  |
| Kína (Ma)              | 2 | 0 | 3 | 0 | 3 | 0 | 0 | 3 | 0 | 1  | 12 |

6. forduló, február 13., 9:05 (2:05)
| Sheet B                | 1 | 2 | 3 | 4 | 5 | 6 | 7 | 8 | 9 | 10 | VE |
| Kína (Ma)              | 1 | 0 | 0 | 2 | 0 | 0 | 0 | 0 | 1 | 2  | 6  |
| Nagy-Britannia (Mouat) | 0 | 4 | 0 | 0 | 0 | 0 | 0 | 3 | 0 | 0  | 7  |

7. forduló, február 13., 20:05 (13:05)
| Sheet D                    | 1 | 2 | 3 | 4 | 5 | 6 | 7 | 8 | 9 | 10 | VE |
| Kína (Ma)                  | 1 | 0 | 1 | 0 | 1 | 0 | 0 | 2 | 1 | 0  | 6  |
| Egyesült Államok (Shuster) | 0 | 2 | 0 | 3 | 0 | 2 | 0 | 0 | 0 | 1  | 8  |

9. forduló, február 15., 9:05 (2:05)
| Sheet B         | 1 | 2 | 3 | 4 | 5 | 6 | 7 | 8 | 9 | 10 | VE |
| Kanada (Gushue) | 0 | 2 | 0 | 2 | 0 | 2 | 0 | 3 | 0 | 1  | 10 |
| Kína (Ma)       | 1 | 0 | 2 | 0 | 2 | 0 | 1 | 0 | 2 | 0  | 8  |

10. forduló, február 15., 20:05 (13:05)
| Sheet C            | 1 | 2 | 3 | 4 | 5 | 6 | 7 | 8 | 9 | 10 | VE |
| Norvégia (Walstad) | 0 | 1 | 0 | 2 | 0 | 0 | 1 | 0 | 2 | 0  | 6  |
| Kína (Ma)          | 1 | 0 | 2 | 0 | 0 | 1 | 0 | 3 | 0 | 1  | 8  |

11. forduló, február 16., 14:05 (7:05)
| Sheet A         | 1 | 2 | 3 | 4 | 5 | 6 | 7 | 8 | 9 | 10 | VE |
| Kína (Ma)       | 0 | 0 | 1 | 0 | 2 | 0 | 0 | 1 | 0 | 2  | 6  |
| Svájc (de Cruz) | 0 | 2 | 0 | 1 | 0 | 0 | 1 | 0 | 1 | 0  | 5  |

| Csapat | Helyezés |
| ------ | -------- |
| Kína   | 5.       |

### Női
- Han Yu
- Dong Ziqi
- Zhang Lijun
- Jiang Xindi
- Wang Rui

Csoportkör
| Nemzet                                 | Skip              | Gy | V | Gy–V | P+ | P- | Gy end | V end | Üres endek | Rabolt endek | Lökés % | DSC   |
| -------------------------------------- | ----------------- | -- | - | ---- | -- | -- | ------ | ----- | ---------- | ------------ | ------- | ----- |
| Svájc                                  | Silvana Tirinzoni | 8  | 1 | –    | 67 | 46 | 44     | 36    | 4          | 12           | 81,6%   | 19,14 |
| Svédország                             | Anna Hasselborg   | 7  | 2 | –    | 64 | 49 | 39     | 35    | 6          | 12           | 82,0%   | 25,02 |
| Nagy-Britannia                         | Eve Muirhead      | 5  | 4 | 1–1  | 63 | 47 | 39     | 33    | 4          | 9            | 80,6%   | 35,27 |
| Japán                                  | Satsuki Fujisawa  | 5  | 4 | 1–1  | 64 | 62 | 40     | 36    | 2          | 13           | 82,3%   | 36,00 |
| Kanada                                 | Jennifer Jones    | 5  | 4 | 1–1  | 71 | 59 | 42     | 41    | 1          | 14           | 80,4%   | 45,44 |
| Egyesült Államok                       | Tabitha Peterson  | 4  | 5 | 2–0  | 60 | 64 | 40     | 39    | 2          | 12           | 79,5%   | 33,87 |
| Kína                                   | Han Yu            | 4  | 5 | 1–1  | 56 | 67 | 38     | 41    | 3          | 10           | 79,6%   | 30,06 |
| Dél-Korea                              | Kim Eun-jung      | 4  | 5 | 0–2  | 62 | 66 | 40     | 42    | 3          | 10           | 80,8%   | 27,79 |
| Dánia                                  | Madeleine Dupont  | 2  | 7 | –    | 50 | 68 | 33     | 41    | 7          | 0            | 77,2%   | 23,36 |
| Az Orosz Olimpiai Bizottság versenyzői | Alina Kovaljova   | 1  | 8 | –    | 50 | 79 | 34     | 45    | 2          | 7            | 78,9%   | 29,34 |

1. forduló, február 10., 9:05 (2:05)
| Sheet B        | 1 | 2 | 3 | 4 | 5 | 6 | 7 | 8 | 9 | 10 | VE |
| Dánia (Dupont) | 0 | 2 | 0 | 1 | 0 | 0 | 3 | 0 | 0 | 1  | 7  |
| Kína (Han)     | 0 | 0 | 1 | 0 | 2 | 0 | 0 | 1 | 2 | 0  | 6  |

2. forduló, február 10., 20:05 (13:05)
| Sheet D           | 1 | 2 | 3 | 4 | 5 | 6 | 7 | 8 | 9 | 10 | VE |
| Kína (Han)        | 0 | 1 | 0 | 1 | 0 | 1 | 0 | 2 | 0 | 0  | 5  |
| Svájc (Tirinzoni) | 1 | 0 | 1 | 0 | 1 | 0 | 2 | 0 | 1 | 1  | 7  |

3. forduló, február 11., 14:05 (7:05)
| Sheet A                     | 1 | 2 | 3 | 4 | 5 | 6 | 7 | 8 | 9 | 10 | VE |
| Egyesült Államok (Peterson) | 2 | 0 | 1 | 1 | 1 | 1 | 0 | 2 | 0 | X  | 8  |
| Kína (Han)                  | 0 | 1 | 0 | 0 | 0 | 0 | 2 | 0 | 1 | X  | 4  |

5. forduló, február 12., 20:05 (13:05)
| Sheet D                 | 1 | 2 | 3 | 4 | 5 | 6 | 7 | 8 | 9 | 10 | VE |
| Svédország (Hasselborg) | 0 | 0 | 2 | 0 | 0 | 2 | 2 | 0 | 0 | X  | 6  |
| Kína (Han)              | 0 | 3 | 0 | 1 | 2 | 0 | 0 | 2 | 1 | X  | 9  |

6. forduló, február 13., 14:05 (7:05)
| Sheet C         | 1 | 2 | 3 | 4 | 5 | 6 | 7 | 8 | 9 | 10 | 11 | VE |
| Dél-Korea (Kim) | 2 | 0 | 0 | 1 | 0 | 1 | 0 | 0 | 0 | 1  | 0  | 5  |
| Kína (Han)      | 0 | 1 | 1 | 0 | 1 | 0 | 0 | 2 | 0 | 0  | 1  | 6  |

7. forduló, február 14., 9:05 (2:05)
| Sheet B             | 1 | 2 | 3 | 4 | 5 | 6 | 7 | 8 | 9 | 10 | VE |
| Kína (Han)          | 0 | 1 | 0 | 0 | 0 | 1 | 0 | 0 | X | X  | 2  |
| Japán (Fudzsiszava) | 0 | 0 | 3 | 1 | 3 | 0 | 2 | 1 | X | X  | 10 |

9. forduló, február 15., 14:05 (7:05)
| Sheet A                                            | 1 | 2 | 3 | 4 | 5 | 6 | 7 | 8 | 9 | 10 | VE |
| Kína (Han)                                         | 2 | 0 | 0 | 2 | 0 | 1 | 0 | 0 | X | X  | 5  |
| Az Orosz Olimpiai Bizottság versenyzői (Kovaljova) | 0 | 1 | 1 | 0 | 4 | 0 | 3 | 2 | X | X  | 11 |

10. forduló, február 16., 9:05 (2:05)
| Sheet C                   | 1 | 2 | 3 | 4 | 5 | 6 | 7 | 8 | 9 | 10 | VE |
| Kína (Han)                | 0 | 0 | 1 | 0 | 1 | 0 | 2 | 0 | 3 | 1  | 8  |
| Nagy-Britannia (Muirhead) | 1 | 0 | 0 | 1 | 0 | 1 | 0 | 1 | 0 | 0  | 4  |

11. forduló, február 16., 20:05 (13:05)
| Sheet D        | 1 | 2 | 3 | 4 | 5 | 6 | 7 | 8 | 9 | 10 | 11 | VE |
| Kanada (Jones) | 0 | 0 | 1 | 2 | 0 | 5 | 0 | 0 | 1 | 0  | 0  | 9  |
| Kína (Han)     | 1 | 2 | 0 | 0 | 2 | 0 | 2 | 1 | 0 | 1  | 2  | 11 |

| Csapat | Helyezés |
| ------ | -------- |
| Kína   | 7.       |

### Vegyes páros
- Fan Suyuan
- Ling Zhi

Csoportkör
| Nemzet                 | Név                                   | Gy | V | Gy–V | P+ | P- | Gy end | V end | Üres endek | Rabolt endek | Lökés % | DSC   |
| ---------------------- | ------------------------------------- | -- | - | ---- | -- | -- | ------ | ----- | ---------- | ------------ | ------- | ----- |
| Olaszország (ITA)      | Stefania Constantini / Amos Mosaner   | 9  | 0 | –    | 79 | 48 | 43     | 28    | 0          | 17           | 79%     | 25,34 |
| Norvégia (NOR)         | Kristin Skaslien / Magnus Nedregotten | 6  | 3 | 1–0  | 68 | 50 | 40     | 28    | 0          | 15           | 82%     | 24,48 |
| Nagy-Britannia (GBR)   | Jennifer Dodds / Bruce Mouat          | 6  | 3 | 0–1  | 60 | 50 | 38     | 33    | 0          | 12           | 79%     | 22,48 |
| Svédország (SWE)       | Almida de Val / Oskar Eriksson        | 5  | 4 | 1–0  | 55 | 54 | 35     | 33    | 0          | 10           | 76%     | 21,77 |
| Kanada (CAN)           | Rachel Homan / John Morris            | 5  | 4 | 0–1  | 57 | 54 | 33     | 39    | 0          | 8            | 78%     | 53,73 |
| Csehország (CZE)       | Zuzana Paulová / Tomáš Paul           | 4  | 5 | –    | 50 | 65 | 29     | 39    | 1          | 7            | 75%     | 33,41 |
| Svájc (SUI)            | Jenny Perret / Martin Rios            | 3  | 6 | 1–0  | 55 | 58 | 32     | 39    | 0          | 6            | 73%     | 39,04 |
| Egyesült Államok (USA) | Vicky Persinger / Chris Plys          | 3  | 6 | 0–1  | 50 | 67 | 34     | 36    | 0          | 9            | 74%     | 27,29 |
| Kína (CHN)             | Fan Suyuan / Ling Zhi                 | 2  | 7 | 1–0  | 51 | 64 | 34     | 36    | 0          | 7            | 74%     | 17,81 |
| Ausztrália (AUS)       | Tahli Gill / Dean Hewitt              | 2  | 7 | 0–1  | 52 | 67 | 31     | 38    | 1          | 8            | 72%     | 50,51 |

1. forduló, február 2., 20:05 (13:05)
| Sheet D            | Sheet D               | 1 | 2 | 3 | 4 | 5 | 6 | 7 | 8 | 9 | VE |
| 1. end utolsó köve | Kína (Fan / Ling)     | 1 | 1 | 1 | 0 | 1 | 0 | 2 | 0 | 1 | 7  |
|                    | Svájc (Perret / Rios) | 0 | 0 | 0 | 2 | 0 | 3 | 0 | 1 | 0 | 6  |

2. forduló, február 3., 9:05 (2:05)
| Sheet A            | Sheet A                    | 1 | 2 | 3 | 4 | 5 | 6 | 7 | 8 | VE |
|                    | Ausztrália (Gill / Hewitt) | 0 | 1 | 0 | 0 | 0 | 3 | 0 | 1 | 5  |
| 1. end utolsó köve | Kína (Fan / Ling)          | 1 | 0 | 2 | 0 | 1 | 0 | 2 | 0 | 6  |

2. forduló, február 3., 9:05 (2:05)
| Sheet C            | Sheet C                        | 1 | 2 | 3 | 4 | 5 | 6 | 7 | 8 | VE |
|                    | Kína (Fan / Ling)              | 0 | 2 | 0 | 1 | 1 | 0 | 2 | 0 | 6  |
| 1. end utolsó köve | Svédország (de Val / Eriksson) | 1 | 0 | 2 | 0 | 0 | 1 | 0 | 3 | 7  |

6. forduló, február 4., 13:35 (6:35)
| Sheet B            | Sheet B                 | 1 | 2 | 3 | 4 | 5 | 6 | 7 | 8 | VE |
| 1. end utolsó köve | Kína (Fan / Ling)       | 1 | 0 | 0 | 2 | 0 | 1 | 0 | 2 | 6  |
|                    | Kanada (Homan / Morris) | 0 | 2 | 2 | 0 | 2 | 0 | 2 | 0 | 8  |

8. forduló, február 5., 14:05 (7:05)
| Sheet A            | Sheet A                             | 1 | 2 | 3 | 4 | 5 | 6 | 7 | 8 | VE |
|                    | Kína (Fan / Ling)                   | 0 | 1 | 0 | 2 | 0 | 2 | 0 | X | 5  |
| 1. end utolsó köve | Egyesült Államok (Persinger / Plys) | 2 | 0 | 1 | 0 | 3 | 0 | 1 | X | 7  |

9. forduló, február 5., 20:05 (13:05)
| Sheet B            | Sheet B                           | 1 | 2 | 3 | 4 | 5 | 6 | 7 | 8 | VE |
|                    | Norvégia (Skaslien / Nedregotten) | 0 | 2 | 1 | 1 | 0 | 5 | 0 | X | 9  |
| 1. end utolsó köve | Kína (Fan / Ling)                 | 1 | 0 | 0 | 0 | 2 | 0 | 3 | X | 6  |

10. forduló, február 6., 9:05 (2:05)
| Sheet B            | Sheet B                        | 1 | 2 | 3 | 4 | 5 | 6 | 7 | 8 | VE |
|                    | Nagy-Britannia (Dodds / Mouat) | 1 | 0 | 0 | 0 | 3 | 1 | 0 | 1 | 6  |
| 1. end utolsó köve | Kína (Fan / Ling)              | 0 | 2 | 1 | 1 | 0 | 0 | 1 | 0 | 5  |

11. forduló, február 6., 14:05 (7:05)
| Sheet C            | Sheet C                             | 1 | 2 | 3 | 4 | 5 | 6 | 7 | 8 | VE |
|                    | Olaszország (Constantini / Mosaner) | 3 | 1 | 0 | 1 | 0 | 1 | 1 | 1 | 8  |
| 1. end utolsó köve | Kína (Fan / Ling)                   | 0 | 0 | 1 | 0 | 3 | 0 | 0 | 0 | 4  |

13. forduló, február 7., 9:05 (2:05)
| Sheet D            | Sheet D                     | 1 | 2 | 3 | 4 | 5 | 6 | 7 | 8 | VE |
|                    | Csehország (Paulová / Paul) | 0 | 1 | 0 | 0 | 0 | 4 | 1 | 2 | 8  |
| 1. end utolsó köve | Kína (Fan / Ling)           | 1 | 0 | 3 | 1 | 1 | 0 | 0 | 0 | 6  |

| Csapat | Helyezés |
| ------ | -------- |
| Kína   | 9.       |

## Északi összetett
| Versenyző                                  | Versenyszám        | Síugrás | Síugrás | Síugrás | Síugrás    | Sífutás | Sífutás | Összesítés | Összesítés |
| Versenyző                                  | Versenyszám        | Táv     | Pont    | Hely.   | Időhátrány | Idő     | Hely.   | Idő        | Helyezés   |
| ------------------------------------------ | ------------------ | ------- | ------- | ------- | ---------- | ------- | ------- | ---------- | ---------- |
| Zhao Jiawen                                | Normálsánc + 10 km | 81,0    | 59,0    | 42.     | +4:56      | 28:33,8 | 42.     | 33:29,8    | 43.        |
| Zhao Jiawen                                | Nagysánc + 10 km   | 93,0    | 32,7    | 46.     | +7:08      | 29:33,1 | 45.     | 36:41,1    | 45.        |
| Zhao Zihe Zhao Jiawen Guo Yuhao Fan Haibin | Csapat             | 379,5   | 184,7   | 10.     | +6:28      | 58:07,1 | 10.     | 1:04:35,1  | 10.        |

## Gyorskorcsolya
Férfi
| Versenyző     | Versenyszám | Eredmény | Helyezés                 |
| ------------- | ----------- | -------- | ------------------------ |
| Gao Tingyu    | 500 m       | 34,32    | 1. helyezett, aranyérmes |
| Yang Tao      | 500 m       | 35,162   | 21.                      |
| Lian Ziwen    | 1000 m      | 1:09,93  | 19.                      |
| Lian Ziwen    | 1500 m      | 1:49,15  | 27.                      |
| Ning Zhongyan | 1000 m      | 1:08,60  | 5.                       |
| Ning Zhongyan | 1500 m      | 1:45,28  | 7.                       |
| Wang Haotian  | 1500 m      | 1:47,13  | 20.                      |

Női
| Versenyző     | Versenyszám | Eredmény | Helyezés |
| ------------- | ----------- | -------- | -------- |
| Jin Jingzhu   | 500 m       | 37,88    | 12.      |
| Jin Jingzhu   | 1000 m      | 1:16,90  | 22.      |
| Tian Ruining  | 500 m       | 37,982   | 14.      |
| Li Qishi      | 1000 m      | 1:15,99  | 14.      |
| Adake Ahenaer | 1500 m      | 1:58,59  | 17.      |
| Adake Ahenaer | 3000 m      | 4:12,28  | 17.      |
| Han Mei       | 1500 m      | 1:56,08  | 11.      |
| Han Mei       | 3000 m      | 4:07,74  | 15.      |
| Han Mei       | 5000 m      | 7:08,37  | 11.      |
| Yin Qi        | 1500 m      | 1:57,00  | 15.      |
| Yin Qi        | 1000 m      | 1:16,00  | 15.      |

Tömegrajtos
| Versenyző     | Versenyszám | Elődöntő | Elődöntő | Elődöntő | Döntő    | Döntő    | Helyezés |
| Versenyző     | Versenyszám | Pont     | Idő      | Hely.    | Pont     | Idő      | Helyezés |
| ------------- | ----------- | -------- | -------- | -------- | -------- | -------- | -------- |
| Ning Zhongyan | Férfi       | 20       | 7:56,75  | 3.       | 0        | 7:48,07  | 12.      |
| Wang Haotian  | Férfi       | 0        | 7:46,30  | 12.      | kiesett  | kiesett  | 23.      |
| Guo Dan       | Női         | 21       | 8:34,39  | 3.       | 0        | 8:18,61  | 13.      |
| Li Qishi      | Női         | 23       | 8:29,01  | 3.       | kizárták | kizárták | 16.      |

Csapatverseny
| Versenyző                      | Versenyszám | Negyeddöntő                                              | Negyeddöntő | Elődöntő     | Döntő                                   | Döntő    |
| Versenyző                      | Versenyszám | Ellenfél Idő                                             | Hely.       | Ellenfél Idő | Ellenfél Idő                            | Helyezés |
| ------------------------------ | ----------- | -------------------------------------------------------- | ----------- | ------------ | --------------------------------------- | -------- |
| Lian Ziwen Wang Haotian Xu Fu  | Férfi       | Az Orosz Olimpiai Bizottság versenyzői (ROC) · V 3:52,25 | 8.          |              | D döntő · Olaszország (ITA) · V 3:53,58 | 8.       |
| Han Mei Ahenaer Adake Li Qishi | Női         | Japán (JPN) · V3:00,58                                   | 5.          |              | C döntő · Norvégia (NOR) · Gy 2:58,33   | 5.       |

## Jégkorong

### Férfi
- Szövetségi kapitány:  Ivano Zanatta

| Kínai nemzeti férfi jégkorongcsapat-játékoskeret | Kínai nemzeti férfi jégkorongcsapat-játékoskeret | Kínai nemzeti férfi jégkorongcsapat-játékoskeret | Kínai nemzeti férfi jégkorongcsapat-játékoskeret | Kínai nemzeti férfi jégkorongcsapat-játékoskeret | Kínai nemzeti férfi jégkorongcsapat-játékoskeret | Kínai nemzeti férfi jégkorongcsapat-játékoskeret | Kínai nemzeti férfi jégkorongcsapat-játékoskeret |
| ------------------------------------------------ | ------------------------------------------------ | ------------------------------------------------ | ------------------------------------------------ | ------------------------------------------------ | ------------------------------------------------ | ------------------------------------------------ | ------------------------------------------------ |
| 33                                               | G                                                | Pengfei Han                                      | 1,81 m (5 ft 11 in)                              | 75 kg (165 lb)                                   | 1991. május 29.                                  | HC Kunlun Red Star                               |                                                  |
| 1                                                | G                                                | Paris O'Brien                                    | 1,91 m (6 ft 3 in)                               | 82 kg (181 lb)                                   | 2000. április 15.                                | HC Kunlun Red Star                               |                                                  |
| 45                                               | G                                                | Jeremy Smith                                     | 1,83 m (6 ft 0 in)                               | 79 kg (174 lb)                                   | 1989. április 13.                                | HC Kunlun Red Star                               |                                                  |
| 7                                                | D                                                | Jake Chelios                                     | 1,88 m (6 ft 2 in)                               | 84 kg (185 lb)                                   | 1991. március 8.                                 | HC Kunlun Red Star                               |                                                  |
| 6                                                | D                                                | Zimeng Chen                                      | 1,78 m (5 ft 10 in)                              | 81 kg (179 lb)                                   | 1997. június 26.                                 | HC Kunlun Red Star                               |                                                  |
| 2                                                | D                                                | Jason Fram                                       | 1,8 m (5 ft 11 in)                               | 88 kg (194 lb)                                   | 1995. április 23.                                | HC Kunlun Red Star                               |                                                  |
| 60                                               | D                                                | Denis Osipov                                     | 1,83 m (6 ft 0 in)                               | 90 kg (200 lb)                                   | 1987. május 9.                                   | HC Kunlun Red Star                               |                                                  |
| 77                                               | D                                                | Ty Schultz                                       | 1,85 m (6 ft 1 in)                               | 91 kg (201 lb)                                   | 1997. március 5.                                 | HC Kunlun Red Star                               |                                                  |
| 5                                                | D                                                | Ryan Sproul                                      | 1,93 m (6 ft 4 in)                               | 91 kg (201 lb)                                   | 1993. január 13.                                 | HC Kunlun Red Star                               |                                                  |
| 81                                               | D                                                | Ruinan Yan                                       | 1,89 m (6 ft 2 in)                               | 90 kg (200 lb)                                   | 2001. január 25.                                 | HC Kunlun Red Star                               |                                                  |
| 93                                               | D                                                | Zach Yuen                                        | 1,85 m (6 ft 1 in)                               | 89 kg (196 lb)                                   | 1993. március 3.                                 | HC Kunlun Red Star                               |                                                  |
| 11                                               | D                                                | Pengfei Zhang                                    | 1,77 m (5 ft 10 in)                              | 67 kg (148 lb)                                   | 1998. május 9.                                   | HC Kunlun Red Star                               |                                                  |
| 22                                               | F                                                | Parker Foo                                       | 1,85 m (6 ft 1 in)                               | 78 kg (172 lb)                                   | 1998. szeptember 12.                             | HC Kunlun Red Star                               |                                                  |
| 15                                               | F                                                | Spencer Foo                                      | 1,83 m (6 ft 0 in)                               | 86 kg (190 lb)                                   | 1994. május 19.                                  | HC Kunlun Red Star                               |                                                  |
| 17                                               | F                                                | Jianing Guo                                      | 1,77 m (5 ft 10 in)                              | 77 kg (170 lb)                                   | 2000. április 26.                                | HC Kunlun Red Star                               |                                                  |
| 47                                               | F                                                | Cory Kane                                        | 1,87 m (6 ft 2 in)                               | 94 kg (207 lb)                                   | 1990. szeptember 15.                             | HC Kunlun Red Star                               |                                                  |
| 20                                               | F                                                | Luke Lockhart                                    | 1,77 m (5 ft 10 in)                              | 87 kg (192 lb)                                   | 1992. november 1.                                | HC Kunlun Red Star                               |                                                  |
| 61                                               | F                                                | Ethan Werek                                      | 1,88 m (6 ft 2 in)                               | 91 kg (201 lb)                                   | 1991. június 7.                                  | HC Kunlun Red Star                               |                                                  |
| 91                                               | F                                                | Tyler Wong                                       | 1,75 m (5 ft 9 in)                               | 78 kg (172 lb)                                   | 1996. február 28.                                | HC Kunlun Red Star                               |                                                  |
| 10                                               | F                                                | Xudong Xiang                                     | 1,75 m (5 ft 9 in)                               | 72 kg (159 lb)                                   | 1995. augusztus 24.                              | HC Kunlun Red Star                               |                                                  |
| 88                                               | F                                                | Juncheng Yan                                     | 1,8 m (5 ft 11 in)                               | 82 kg (181 lb)                                   | 2000. szeptember 16.                             | HC Kunlun Red Star                               |                                                  |
| 98                                               | F                                                | Rudi Ying                                        | 1,85 m (6 ft 1 in)                               | 77 kg (170 lb)                                   | 1998. augusztus 16.                              | HC Kunlun Red Star                               |                                                  |
| 18                                               | F                                                | Brandon Yip                                      | 1,85 m (6 ft 1 in)                               | 88 kg (194 lb)                                   | 1985. április 25.                                | HC Kunlun Red Star                               |                                                  |
| 56                                               | F                                                | Zesen Zhang                                      | 1,76 m (5 ft 9 in)                               | 65 kg (143 lb)                                   | 1996. december 19.                               | HC Kunlun Red Star                               |                                                  |
| 19                                               | F                                                | Peter Zhong                                      | 1,8 m (5 ft 11 in)                               | 79 kg (174 lb)                                   | 1998. július 30.                                 | HC Kunlun Red Star                               |                                                  |

Csoportkör
A csoport
| Hely. | Csapat                 | M | Gy | HGy | HV | V | G+ | G– | Gk  | P | Továbbjutás                       |
| ----- | ---------------------- | - | -- | --- | -- | - | -- | -- | --- | - | --------------------------------- |
| 1.    | Egyesült Államok (USA) | 3 | 3  | 0   | 0  | 0 | 15 | 4  | +11 | 9 | Továbbjutott a negyeddöntőbe      |
| 2.    | Kanada (CAN)           | 3 | 2  | 0   | 0  | 1 | 12 | 5  | +7  | 6 | A negyeddöntőbe jutásért játszott |
| 3.    | Németország (GER)      | 3 | 1  | 0   | 0  | 2 | 6  | 10 | −4  | 3 | A negyeddöntőbe jutásért játszott |
| 4.    | Kína (CHN) (R)         | 3 | 0  | 0   | 0  | 3 | 2  | 16 | −14 | 0 | A negyeddöntőbe jutásért játszott |

| 2022. február 10. 21:10 (14:10) | Egyesült Államok (USA) | 8–0 (1–0, 3–0, 4–0) | Kína (CHN) | Beijing National Indoor Stadium, Peking Nézőszám: 947 |

| Jegyzőkönyv | Jegyzőkönyv   | Jegyzőkönyv | Jegyzőkönyv      | Jegyzőkönyv                                                                                |
| --- | ------------- | ----------- | ---------------- | ------------------------------------------------------------------------------------------ |
| | Drew Commesso | Kapusok     | Shimisi Jieruimi | Játékvezetők: Mikko Kaukokari Michael Tscherrig Vonalbírók: Lauri Nikulainen Dmitrij Sislo |
| \| Brisson (Knies) (PP) – 10:38 \| 1–0 \| \| \| Cates (Farrell, Meyers) – 25:32 \| 2–0 \| \| \| O'Neill (Miele, Faber) (PP) – 31:13 \| 3–0 \| \| \| Farrell (Abruzzese) – 38:07 \| 4–0 \| \| \| Farrell (Kampfer, Meyers) – 41:06 \| 5–0 \| \| \| Meyers (Farrell) – 50:19 \| 6–0 \| \| \| Beniers (Abruzzese, Cooper) – 52:00 \| 7–0 \| \| \| Farrell (Abdelkader, Helleson) (PP) – 58:27 \| 8–0 \| \| |               |             |                  | Játékvezetők: Mikko Kaukokari Michael Tscherrig Vonalbírók: Lauri Nikulainen Dmitrij Sislo |
| 10 perc | Büntetések    | 10 perc     |                  | Játékvezetők: Mikko Kaukokari Michael Tscherrig Vonalbírók: Lauri Nikulainen Dmitrij Sislo |
| 55 | Lövések       | 29          |                  | Játékvezetők: Mikko Kaukokari Michael Tscherrig Vonalbírók: Lauri Nikulainen Dmitrij Sislo |
| Brisson (Knies) (PP) – 10:38 | 1–0           |             |                  | Játékvezetők: Mikko Kaukokari Michael Tscherrig Vonalbírók: Lauri Nikulainen Dmitrij Sislo |
| Cates (Farrell, Meyers) – 25:32 | 2–0           |             |                  | Játékvezetők: Mikko Kaukokari Michael Tscherrig Vonalbírók: Lauri Nikulainen Dmitrij Sislo |
| O'Neill (Miele, Faber) (PP) – 31:13 | 3–0           |             |                  | Játékvezetők: Mikko Kaukokari Michael Tscherrig Vonalbírók: Lauri Nikulainen Dmitrij Sislo |
| Farrell (Abruzzese) – 38:07 | 4–0           |             |                  |                                                                                            |
| Farrell (Kampfer, Meyers) – 41:06 | 5–0           |             |                  |                                                                                            |
| Meyers (Farrell) – 50:19 | 6–0           |             |                  |                                                                                            |
| Beniers (Abruzzese, Cooper) – 52:00 | 7–0           |             |                  |                                                                                            |
| Farrell (Abdelkader, Helleson) (PP) – 58:27 | 8–0           |             |                  |                                                                                            |

| 2022. február 12. 16:40 (9:40) | Németország (GER) | 3–2 (2–0, 1–1, 0–1) | Kína (CHN) | Beijing National Indoor Stadium, Peking Nézőszám: 804 |

| Jegyzőkönyv | Jegyzőkönyv          | Jegyzőkönyv                  | Jegyzőkönyv  | Jegyzőkönyv                                                                            |
| --- | -------------------- | ---------------------------- | ------------ | -------------------------------------------------------------------------------------- |
| | Danny aus den Birken | Kapusok                      | Ouban Yongli | Játékvezetők: Stephen Reneau Makszim Szidorenko Vonalbírók: Brian Oliver Jiří Ondráček |
| \| Brandt – 13:33 \| 1–0 \| \| \| Holzer (Kahun) – 16:24 \| 2–0 \| \| \| Kahun (Müller, Rieder) – 24:41 \| 3–0 \| \| \| \| 3–1 \| 39:14 – Fu S. (Jieke, Ruian) \| |                      |                              |              | Játékvezetők: Stephen Reneau Makszim Szidorenko Vonalbírók: Brian Oliver Jiří Ondráček |
| 12 perc | Büntetések           | 6 perc                       |              | Játékvezetők: Stephen Reneau Makszim Szidorenko Vonalbírók: Brian Oliver Jiří Ondráček |
| 38 | Lövések              | 16                           |              | Játékvezetők: Stephen Reneau Makszim Szidorenko Vonalbírók: Brian Oliver Jiří Ondráček |
| Brandt – 13:33 | 1–0                  |                              |              | Játékvezetők: Stephen Reneau Makszim Szidorenko Vonalbírók: Brian Oliver Jiří Ondráček |
| Holzer (Kahun) – 16:24 | 2–0                  |                              |              | Játékvezetők: Stephen Reneau Makszim Szidorenko Vonalbírók: Brian Oliver Jiří Ondráček |
| Kahun (Müller, Rieder) – 24:41 | 3–0                  |                              |              | Játékvezetők: Stephen Reneau Makszim Szidorenko Vonalbírók: Brian Oliver Jiří Ondráček |
| | 3–1                  | 39:14 – Fu S. (Jieke, Ruian) |              |                                                                                        |

| 2022. február 13. 21:10 (14:10) | Kína (CHN) | 0–5 (0–3, 0–1, 0–1) | Kanada (CAN) | Beijing National Indoor Stadium, Peking Nézőszám: 904 |

| Jegyzőkönyv | Jegyzőkönyv  | Jegyzőkönyv                             | Jegyzőkönyv  | Jegyzőkönyv                                                                        |
| --- | ------------ | --------------------------------------- | ------------ | ---------------------------------------------------------------------------------- |
| | Ouban Yongli | Kapusok                                 | Matt Tomkins | Játékvezetők: Andris Ansons Andrew Bruggeman Vonalbírók: Daniel Hynek Gleb Lazarev |
| \| \| 0–1 \| 02:09 – Street (Johnson, O'Dell) \| \| \| 0–2 \| 06:44 – Tambellini (Grant, Wotherspoon) \| \| \| 0–3 \| 10:06 – O'Dell (Ho-Sang, Wotherspoon) \| \| \| 0–4 \| 38:03 – Johnson (Demers, Weal) \| \| \| 0–5 \| 46:23 – Knight (Power, Ho-Sang) (PP) \| |              |                                         |              | Játékvezetők: Andris Ansons Andrew Bruggeman Vonalbírók: Daniel Hynek Gleb Lazarev |
| 10 perc | Büntetések   | 10 perc                                 |              | Játékvezetők: Andris Ansons Andrew Bruggeman Vonalbírók: Daniel Hynek Gleb Lazarev |
| 26 | Lövések      | 44                                      |              | Játékvezetők: Andris Ansons Andrew Bruggeman Vonalbírók: Daniel Hynek Gleb Lazarev |
| | 0–1          | 02:09 – Street (Johnson, O'Dell)        |              | Játékvezetők: Andris Ansons Andrew Bruggeman Vonalbírók: Daniel Hynek Gleb Lazarev |
| | 0–2          | 06:44 – Tambellini (Grant, Wotherspoon) |              | Játékvezetők: Andris Ansons Andrew Bruggeman Vonalbírók: Daniel Hynek Gleb Lazarev |
| | 0–3          | 10:06 – O'Dell (Ho-Sang, Wotherspoon)   |              | Játékvezetők: Andris Ansons Andrew Bruggeman Vonalbírók: Daniel Hynek Gleb Lazarev |
| | 0–4          | 38:03 – Johnson (Demers, Weal)          |              |                                                                                    |
| | 0–5          | 46:23 – Knight (Power, Ho-Sang) (PP)    |              |                                                                                    |

Rájátszás a negyeddöntőért
| 2022. február 15. 21:10 (14:10) | Kanada (CAN) | 7–2 (2–1, 3–1, 2–0) | Kína (CHN) | Beijing National Indoor Stadium, Peking Nézőszám: 994 |

| Jegyzőkönyv | Jegyzőkönyv  | Jegyzőkönyv                         | Jegyzőkönyv      | Jegyzőkönyv                                                                               |
| --- | ------------ | ----------------------------------- | ---------------- | ----------------------------------------------------------------------------------------- |
| | Matt Tomkins | Kapusok                             | Shimisi Jieruimi | Játékvezetők: Michael Tscherrig Kristian Vikman Vonalbírók: David Obwegeser Jiří Ondráček |
| \| Weal (Tambellini, Noreau) (PP) – 06:57 \| 1–0 \| \| \| Weal (Staal, Tambellini) (PP) - 09:55 \| 2–0 \| \| \| \| 2–1 \| 15:32 - An Jian (Werek) \| \| Tambellini (Noreau, Weal) (PP) - 26:36 \| 3–1 \| \| \| Tambellini (PS) - 28:39 \| 4–1 \| \| \| O'Dell (Demers, Johnson) - 32:05 \| 5–1 \| \| \| \| 5–2 \| 38:59 - An Jian (Zhong, Jieke) (PP) \| \| Staal (McTavish, McBain) - 55:55 \| 6–2 \| \| \| McBain (Noreau, Tambellini) - 58:19 \| 7–2 \| \| |              |                                     |                  | Játékvezetők: Michael Tscherrig Kristian Vikman Vonalbírók: David Obwegeser Jiří Ondráček |
| 15 perc | Büntetések   | 18 perc                             |                  | Játékvezetők: Michael Tscherrig Kristian Vikman Vonalbírók: David Obwegeser Jiří Ondráček |
| 45 | Lövések      | 29                                  |                  | Játékvezetők: Michael Tscherrig Kristian Vikman Vonalbírók: David Obwegeser Jiří Ondráček |
| Weal (Tambellini, Noreau) (PP) – 06:57 | 1–0          |                                     |                  | Játékvezetők: Michael Tscherrig Kristian Vikman Vonalbírók: David Obwegeser Jiří Ondráček |
| Weal (Staal, Tambellini) (PP) - 09:55 | 2–0          |                                     |                  | Játékvezetők: Michael Tscherrig Kristian Vikman Vonalbírók: David Obwegeser Jiří Ondráček |
| | 2–1          | 15:32 - An Jian (Werek)             |                  | Játékvezetők: Michael Tscherrig Kristian Vikman Vonalbírók: David Obwegeser Jiří Ondráček |
| Tambellini (Noreau, Weal) (PP) - 26:36 | 3–1          |                                     |                  |                                                                                           |
| Tambellini (PS) - 28:39 | 4–1          |                                     |                  |                                                                                           |
| O'Dell (Demers, Johnson) - 32:05 | 5–1          |                                     |                  |                                                                                           |
| | 5–2          | 38:59 - An Jian (Zhong, Jieke) (PP) |                  |                                                                                           |
| Staal (McTavish, McBain) - 55:55 | 6–2          |                                     |                  |                                                                                           |
| McBain (Noreau, Tambellini) - 58:19 | 7–2          |                                     |                  |                                                                                           |

| Csapat     | Helyezés |
| ---------- | -------- |
| Kína (CHN) | 12.      |

### Női
- Szövetségi kapitány:  Brian Idalski

| Kínai nemzeti női jégkorongcsapat-játékoskeret | Kínai nemzeti női jégkorongcsapat-játékoskeret | Kínai nemzeti női jégkorongcsapat-játékoskeret | Kínai nemzeti női jégkorongcsapat-játékoskeret | Kínai nemzeti női jégkorongcsapat-játékoskeret | Kínai nemzeti női jégkorongcsapat-játékoskeret | Kínai nemzeti női jégkorongcsapat-játékoskeret | Kínai nemzeti női jégkorongcsapat-játékoskeret |
| #                                              | Poszt                                          | Név                                            | Magasság                                       | Súly                                           | Születési idő                                  | Klub az olimpia idején                         |                                                |
| ---------------------------------------------- | ---------------------------------------------- | ---------------------------------------------- | ---------------------------------------------- | ---------------------------------------------- | ---------------------------------------------- | ---------------------------------------------- | ---------------------------------------------- |
| 2                                              | D                                              | Yu Baiwei                                      | 1,66 m (5 ft 5 in)                             | 66 kg (146 lb)                                 | 1988. július 17.                               | KRS Vanke Rays                                 |                                                |
| 5                                              | D                                              | Camryn Wong                                    | 1,62 m (5 ft 4 in)                             | 61 kg (134 lb)                                 | 2000. szeptember 5.                            | KRS Vanke Rays                                 |                                                |
| 7                                              | F                                              | Zhang Mengying                                 | 1,70 m (5 ft 7 in)                             | 68 kg (150 lb)                                 | 1993. december 22.                             | KRS Vanke Rays                                 |                                                |
| 8                                              | F                                              | Leah Lum                                       | 1,65 m (5 ft 5 in)                             | 64 kg (141 lb)                                 | 1996. május 12.                                | KRS Vanke Rays                                 |                                                |
| 10                                             | F                                              | He Xin                                         | 1,68 m (5 ft 6 in)                             | 58 kg (128 lb)                                 | 1996. július 24.                               | KRS Vanke Rays                                 |                                                |
| 15                                             | F                                              | Maddie Woo                                     | 1,72 m (5 ft 8 in)                             | 69 kg (152 lb)                                 | 1994. szeptember 24.                           | KRS Vanke Rays                                 |                                                |
| 17                                             | F                                              | Kassy Betinol                                  | 1,62 m (5 ft 4 in)                             | 67 kg (148 lb)                                 | 2001. június 14.                               | KRS Vanke Rays                                 |                                                |
| 19                                             | F                                              | Taylor Lum                                     | 1,60 m (5 ft 3 in)                             | 61 kg (134 lb)                                 | 2002. április 1.                               | KRS Vanke Rays                                 |                                                |
| 23                                             | F                                              | Fang Xin                                       | 1,70 m (5 ft 7 in)                             | 54 kg (119 lb)                                 | 1994. május 10.                                | KRS Vanke Rays                                 |                                                |
| 24                                             | G                                              | Wang Yuqing                                    | 1,69 m (5 ft 7 in)                             | 59 kg (130 lb)                                 | 1994. május 6.                                 | KRS Vanke Rays                                 |                                                |
| 26                                             | F                                              | Guan Yingying                                  | 1,67 m (5 ft 6 in)                             | 62 kg (137 lb)                                 | 1995. szeptember 13.                           | KRS Vanke Rays                                 |                                                |
| 28                                             | D                                              | Anna Fairman                                   | 1,69 m (5 ft 7 in)                             | 62 kg (137 lb)                                 | 2000. október 13.                              | KRS Vanke Rays                                 |                                                |
| 33                                             | G                                              | Kimberly Newell                                | 1,75 m (5 ft 9 in)                             | 65 kg (143 lb)                                 | 1995. október 4.                               | KRS Vanke Rays                                 |                                                |
| 34                                             | F                                              | Hannah Miller                                  | 1,75 m (5 ft 9 in)                             | 75 kg (165 lb)                                 | 1996. február 16.                              | KRS Vanke Rays                                 |                                                |
| 44                                             | F                                              | Rebekah Kolstad                                | 1,78 m (5 ft 10 in)                            | 84 kg (185 lb)                                 | 1997. január 21.                               | KRS Vanke Rays                                 |                                                |
| 49                                             | D                                              | Jessica Wong                                   | 1,70 m (5 ft 7 in)                             | 67 kg (148 lb)                                 | 1991. március 29.                              | KRS Vanke Rays                                 |                                                |
| 51                                             | F                                              | Anna Segedi                                    | 1,65 m (5 ft 5 in)                             | 63 kg (139 lb)                                 | 2000. december 20.                             | KRS Vanke Rays                                 |                                                |
| 66                                             | D                                              | Li Qianhua                                     | 1,65 m (5 ft 5 in)                             | 65 kg (143 lb)                                 | 2002. június 6.                                | KRS Vanke Rays                                 |                                                |
| 88                                             | G                                              | Tia Chan                                       | 1,67 m (5 ft 6 in)                             | 68 kg (150 lb)                                 | 2002. szeptember 3.                            | KRS Vanke Rays                                 |                                                |
| 91                                             | F                                              | Rachel Llanes                                  | 1,60 m (5 ft 3 in)                             | 58 kg (128 lb)                                 | 1991. április 29.                              | KRS Vanke Rays                                 |                                                |
| 93                                             | D                                              | Liu Zhixin                                     | 1,79 m (5 ft 10 in)                            | 78 kg (172 lb)                                 | 1993. április 25.                              | KRS Vanke Rays                                 |                                                |
| 97                                             | D                                              | Zhao Qinan                                     | 1,70 m (5 ft 7 in)                             | 60 kg (130 lb)                                 | 1997. szeptember 29.                           | KRS Vanke Rays                                 |                                                |
| 98                                             | F                                              | Zhu Rui                                        | 1,62 m (5 ft 4 in)                             | 58 kg (128 lb)                                 | 1998. április 23.                              | KRS Vanke Rays                                 |                                                |

Csoportkör
B csoport
| Hely. | Csapat           | M | Gy | HGy | HV | V | G+ | G– | Gk | P | Továbbjutás                  |
| ----- | ---------------- | - | -- | --- | -- | - | -- | -- | -- | - | ---------------------------- |
| 1.    | Japán (JPN)      | 4 | 2  | 1   | 1  | 0 | 13 | 7  | +6 | 9 | Továbbjutott a negyeddöntőbe |
| 2.    | Csehország (CZE) | 4 | 2  | 0   | 1  | 1 | 10 | 8  | +2 | 7 | Továbbjutott a negyeddöntőbe |
| 3.    | Svédország (SWE) | 4 | 2  | 0   | 0  | 2 | 7  | 8  | −1 | 6 | Továbbjutott a negyeddöntőbe |
| 4.    | Kína (CHN) (R)   | 4 | 1  | 1   | 0  | 2 | 7  | 7  | 0  | 5 | Kiesett                      |
| 5.    | Dánia (DEN)      | 4 | 1  | 0   | 0  | 3 | 7  | 14 | −7 | 3 | Kiesett                      |

| 2022. február 3. 12:10 (5:10) | Csehország (CZE) | 3–1 (1–0, 1–1, 1–0) | Kína (CHN) | Wukesong Arena, Peking Nézőszám: 499 |

| Jegyzőkönyv | Jegyzőkönyv     | Jegyzőkönyv                      | Jegyzőkönyv | Jegyzőkönyv                                                                       |
| --- | --------------- | -------------------------------- | ----------- | --------------------------------------------------------------------------------- |
| | Klára Peslarová | Kapusok                          | Chen Tiya   | Játékvezetők: Tijana Haack Anniina Nurmi Vonalbírók: Anna Hammar Julia Kainberger |
| \| Radová (Vanišová, Mrázová) – 10:38 \| 1–0 \| \| \| Křížová (Neubauerová, Čajanová) – 23:57 \| 2–0 \| \| \| \| 2–1 \| 29:02 – Mi (Lin, Wang Yut.) (PP) \| \| Pejzlová (Horálková) – 46:27 \| 3–1 \| \| |                 |                                  |             | Játékvezetők: Tijana Haack Anniina Nurmi Vonalbírók: Anna Hammar Julia Kainberger |
| 4 perc | Büntetések      | 6 perc                           |             | Játékvezetők: Tijana Haack Anniina Nurmi Vonalbírók: Anna Hammar Julia Kainberger |
| 36 | Lövések         | 14                               |             | Játékvezetők: Tijana Haack Anniina Nurmi Vonalbírók: Anna Hammar Julia Kainberger |
| Radová (Vanišová, Mrázová) – 10:38 | 1–0             |                                  |             | Játékvezetők: Tijana Haack Anniina Nurmi Vonalbírók: Anna Hammar Julia Kainberger |
| Křížová (Neubauerová, Čajanová) – 23:57 | 2–0             |                                  |             | Játékvezetők: Tijana Haack Anniina Nurmi Vonalbírók: Anna Hammar Julia Kainberger |
| | 2–1             | 29:02 – Mi (Lin, Wang Yut.) (PP) |             | Játékvezetők: Tijana Haack Anniina Nurmi Vonalbírók: Anna Hammar Julia Kainberger |
| Pejzlová (Horálková) – 46:27 | 3–1             |                                  |             |                                                                                   |

| 2022. február 4. 12:10 (5:10) | Dánia (DEN) | 1–3 (1–0, 0–1, 0–2) | Kína (CHN) | Wukesong Arena, Peking Nézőszám: 580 |

| Jegyzőkönyv | Jegyzőkönyv              | Jegyzőkönyv                                                                        | Jegyzőkönyv                   | Jegyzőkönyv                                                                          |
| --- | ------------------------ | ---------------------------------------------------------------------------------- | ----------------------------- | ------------------------------------------------------------------------------------ |
| | Cassandra Repstock-Romme | Kapusok                                                                            | Csou Csia-jing (Zhou Jiaying) | Játékvezetők: Darja Jermak Chelsea Rapin Vonalbírók: Veronica Lovensnö Linnea Sainio |
| \| Frandsen (N. Jensen, Glud) – 08:06 \| 1–0 \| \| \| \| 1–1 \| 36:46 – Lin Csi-csi (Lin Qiqi) (Ju Paj-vej (Yu Baiwei), Vang Ju-ting (Wang Yuting) \| \| \| 1–2 \| 59:10 – Lin Ni (Lin Csi-csi (Lin Qiqi) \| \| \| 1–3 \| 59:28 – Lin Csi-csi (Lin Qiqi) (ENG) \| |                          |                                                                                    |                               | Játékvezetők: Darja Jermak Chelsea Rapin Vonalbírók: Veronica Lovensnö Linnea Sainio |
| 6 perc | Büntetések               | 6 perc                                                                             |                               | Játékvezetők: Darja Jermak Chelsea Rapin Vonalbírók: Veronica Lovensnö Linnea Sainio |
| 23 | Lövések                  | 32                                                                                 |                               | Játékvezetők: Darja Jermak Chelsea Rapin Vonalbírók: Veronica Lovensnö Linnea Sainio |
| Frandsen (N. Jensen, Glud) – 08:06 | 1–0                      |                                                                                    |                               | Játékvezetők: Darja Jermak Chelsea Rapin Vonalbírók: Veronica Lovensnö Linnea Sainio |
| | 1–1                      | 36:46 – Lin Csi-csi (Lin Qiqi) (Ju Paj-vej (Yu Baiwei), Vang Ju-ting (Wang Yuting) |                               | Játékvezetők: Darja Jermak Chelsea Rapin Vonalbírók: Veronica Lovensnö Linnea Sainio |
| | 1–2                      | 59:10 – Lin Ni (Lin Csi-csi (Lin Qiqi)                                             |                               | Játékvezetők: Darja Jermak Chelsea Rapin Vonalbírók: Veronica Lovensnö Linnea Sainio |
| | 1–3                      | 59:28 – Lin Csi-csi (Lin Qiqi) (ENG)                                               |                               |                                                                                      |

| 2022. február 6. 16:40 (9:40) | Kína (CHN) | 2–1 (sz.) (0–1, 0–0, 1–0) (h.u.: 0–0) (sz.: 1–0) | Japán (JPN) | Wukesong Arena, Peking Nézőszám: 506 |

| Jegyzőkönyv                                                                               | Jegyzőkönyv  | Jegyzőkönyv                            | Jegyzőkönyv   | Jegyzőkönyv                                                                           |
| ----------------------------------------------------------------------------------------- | ------------ | -------------------------------------- | ------------- | ------------------------------------------------------------------------------------- |
|                                                                                           | Zhou Jiaying | Kapusok                                | Nana Fujimoto | Játékvezetők: Tijana Haack Anniina Nurmi Vonalbírók: Jenni Heikkinen Julia Kainberger |
| \| \| 0–1 \| 18:02 – Hosoyamada (Koike, Osawa) (PP) \| \| Hu (Li B.) – 41:06 \| 1–1 \| \| |              |                                        |               | Játékvezetők: Tijana Haack Anniina Nurmi Vonalbírók: Jenni Heikkinen Julia Kainberger |
| Lin Q. Lin N. Zhang Mi                                                                    | Szétlövés    | Kubo Shiga Ukita H. Toko A. Toko       |               | Játékvezetők: Tijana Haack Anniina Nurmi Vonalbírók: Jenni Heikkinen Julia Kainberger |
| 6 perc                                                                                    | Büntetések   | 0 perc                                 |               | Játékvezetők: Tijana Haack Anniina Nurmi Vonalbírók: Jenni Heikkinen Julia Kainberger |
| 30                                                                                        | Lövések      | 33                                     |               | Játékvezetők: Tijana Haack Anniina Nurmi Vonalbírók: Jenni Heikkinen Julia Kainberger |
|                                                                                           | 0–1          | 18:02 – Hosoyamada (Koike, Osawa) (PP) |               | Játékvezetők: Tijana Haack Anniina Nurmi Vonalbírók: Jenni Heikkinen Julia Kainberger |
| Hu (Li B.) – 41:06                                                                        | 1–1          |                                        |               | Játékvezetők: Tijana Haack Anniina Nurmi Vonalbírók: Jenni Heikkinen Julia Kainberger |

| 2022. február 7. 21:10 (14:10) | Kína (CHN) | 1–2 (1–0, 0–2, 0–0) | Svédország (SWE) | Wukesong Arena, Peking Nézőszám: 588 |

| Jegyzőkönyv | Jegyzőkönyv  | Jegyzőkönyv                            | Jegyzőkönyv    | Jegyzőkönyv                                                                           |
| --- | ------------ | -------------------------------------- | -------------- | ------------------------------------------------------------------------------------- |
| | Zhou Jiaying | Kapusok                                | Emma Söderberg | Játékvezetők: Anniina Nurmi Anna Wiegand Vonalbírók: Jenni Heikkinen Julia Kainberger |
| \| Kang (Lin J.) – 05:16 \| 1–0 \| \| \| \| 1–1 \| 25:14 – Wikner-Zienkiewicz (PS) \| \| \| 1–2 \| 26:39 – Bouveng (Nylén Persson, Waxin) \| |              |                                        |                | Játékvezetők: Anniina Nurmi Anna Wiegand Vonalbírók: Jenni Heikkinen Julia Kainberger |
| 2 perc | Büntetések   | 8 perc                                 |                | Játékvezetők: Anniina Nurmi Anna Wiegand Vonalbírók: Jenni Heikkinen Julia Kainberger |
| 33 | Lövések      | 33                                     |                | Játékvezetők: Anniina Nurmi Anna Wiegand Vonalbírók: Jenni Heikkinen Julia Kainberger |
| Kang (Lin J.) – 05:16 | 1–0          |                                        |                | Játékvezetők: Anniina Nurmi Anna Wiegand Vonalbírók: Jenni Heikkinen Julia Kainberger |
| | 1–1          | 25:14 – Wikner-Zienkiewicz (PS)        |                | Játékvezetők: Anniina Nurmi Anna Wiegand Vonalbírók: Jenni Heikkinen Julia Kainberger |
| | 1–2          | 26:39 – Bouveng (Nylén Persson, Waxin) |                | Játékvezetők: Anniina Nurmi Anna Wiegand Vonalbírók: Jenni Heikkinen Julia Kainberger |

| Csapat     | Helyezés |
| ---------- | -------- |
| Kína (CHN) | 12.      |

## Műkorcsolya
| Versenyző             | Versenyszám  | Rövid program | Rövid program | Kűr     | Kűr     | Összesítés | Összesítés               |
| Versenyző             | Versenyszám  | Pont          | Hely.         | Pont    | Hely.   | Pont       | Helyezés                 |
| --------------------- | ------------ | ------------- | ------------- | ------- | ------- | ---------- | ------------------------ |
| Jin Boyang            | Férfi egyéni | 90,98         | 11.           | 179,45  | 8.      | 270,43     | 9.                       |
| Zhu Yi                | Női egyéni   | 53,44         | 27.           | kiesett | kiesett | kiesett    | kiesett                  |
| Peng Cheng Jin Yang   | Páros        | 76,10         | 5.            | 138,74  | 6.      | 214,84     | 5.                       |
| Sui Wenjing Han Cong  | Páros        | 84,41         | 1.            | 155,47  | 1.      | 239,88     | 1. helyezett, aranyérmes |
| Wang Shiyue Liu Xinyu | Jégtánc      | 73,41         | 12.           | 111,01  | 12.     | 184,42     | 12.                      |

Csapat
| Versenyző | Versenyszám   | Rövid program    | Rövid program    | Rövid program    | Rövid program    | Rövid program | Rövid program | Kűr              | Kűr              | Kűr              | Kűr              | Kűr        | Kűr        |
| Versenyző | Versenyszám   | Férfi            | Női              | Páros            | Jégtánc          | Összesítés    | Összesítés    | Férfi            | Női              | Páros            | Jégtánc          | Összesítés | Összesítés |
| Versenyző | Versenyszám   | Pont Csapat pont | Pont Csapat pont | Pont Csapat pont | Pont Csapat pont | Pont          | Hely.         | Pont Csapat pont | Pont Csapat pont | Pont Csapat pont | Pont Csapat pont | Pont       | Helyezés   |
| --- | ------------- | ---------------- | ---------------- | ---------------- | ---------------- | ------------- | ------------- | ---------------- | ---------------- | ---------------- | ---------------- | ---------- | ---------- |
| Jin Boyang (F) Zhu Yi (N) Sui Wenjing / Han Cong (P) (RP) Peng Cheng / Jin Yang (P) (SzP) Wang Shiyue / Liu Xinyu (J) | Csapatverseny | 82,87 5          | 47,03 1          | 82,83 10         | 74,66 6          | 22.           | 5.            | 155,04 7         | 91,41 6          | 131,75 8         | 107,18 7         | 50.        | 5.         |

## Rövidpályás gyorskorcsolya
Férfi
| Versenyző                               | Versenyszám  | Előfutam | Előfutam | Negyeddöntő | Negyeddöntő | Elődöntő | Elődöntő | B döntő | B döntő | Döntő    | Döntő   | Helyezés                 |
| Versenyző                               | Versenyszám  | Idő      | Hely.    | Idő         | Hely.       | Idő      | Hely.    | Idő     | Hely.   | Idő      | Hely.   | Helyezés                 |
| --------------------------------------- | ------------ | -------- | -------- | ----------- | ----------- | -------- | -------- | ------- | ------- | -------- | ------- | ------------------------ |
| Ren Ziwei                               | 500 m        | 40,669   | 1.       | 40,714      | 3.          | kiesett  | kiesett  | kiesett | kiesett | kiesett  | kiesett | 11.                      |
| Ren Ziwei                               | 1000 m       | 1:23,772 | 1.       | 1:34,211    | 2.          | 1:26,576 | 1.       |         |         | 1:26,768 | 1.      | 1. helyezett, aranyérmes |
| Ren Ziwei                               | 1500 m       |          |          | 2:15,084    | 1.          | kizárták | kizárták | kiesett | kiesett | kiesett  | kiesett | 21.                      |
| Sun Long                                | 500 m        | 42,871   | 3. ADV   | 40,779      | 4.          | kiesett  | kiesett  | kiesett | kiesett | kiesett  | kiesett | 15.                      |
| Sun Long                                | 1500 m       |          |          | 2:19,244    | 4.          | kiesett  | kiesett  | kiesett | kiesett | kiesett  | kiesett | 25.                      |
| Wu Dajing                               | 500 m        | 40,230   | 1.       | 40,528      | 1.          | 40,478   | 3.       | 41,157  | 1.      |          |         | 6.                       |
| Wu Dajing                               | 1000 m       | 1:23,927 | 1.       | 1:33,302    | 2.          | 1:23,928 | 2.       |         |         | 1:42,937 | 4.      | 4.                       |
| Li Wenlong                              | 1000 m       | 1:23,140 | 3.       | 1:30,550    | 2.          | 1:26,722 | 2.       |         |         | 1:29,917 | 2.      | 2. helyezett, ezüstérmes |
| Zhang Tianyi                            | 1500 m       |          |          | idő nélkül  | 6.          | kiesett  | kiesett  | kiesett | kiesett | kiesett  | kiesett | 33.                      |
| Li Wenlong Ren Ziwei Sun Long Wu Dajing | 5000 m váltó |          |          |             |             | 6:51,040 | 4. ADVA  |         |         | 6:51,654 | 5.      | 5.                       |

Női
| Versenyző                                   | Versenyszám  | Előfutam | Előfutam | Negyeddöntő | Negyeddöntő | Elődöntő | Elődöntő | B döntő | B döntő | Döntő    | Döntő   | Helyezés                 |
| Versenyző                                   | Versenyszám  | Idő      | Hely.    | Idő         | Hely.       | Idő      | Hely.    | Idő     | Hely.   | Idő      | Hely.   | Helyezés                 |
| ------------------------------------------- | ------------ | -------- | -------- | ----------- | ----------- | -------- | -------- | ------- | ------- | -------- | ------- | ------------------------ |
| Fan Kexin                                   | 500 m        | 43,275   | 1.       | 1:03,594    | 3.          | kiesett  | kiesett  | kiesett | kiesett | kiesett  | kiesett | 11.                      |
| Qu Chunyu                                   | 500 m        | 42,691   | 2.       | 43,029      | 2.          | kizárták | kizárták | kiesett | kiesett | kiesett  | kiesett | 10.                      |
| Qu Chunyu                                   | 1000 m       | 1:30,342 | 1.       | 1:28,355    | 4.          | kiesett  | kiesett  | kiesett | kiesett | kiesett  | kiesett | 13.                      |
| Zhang Yuting                                | 500 m        | 43,233   | 2.       | 54,211      | 3. ADV      | 43,196   | 2.       |         |         | 42,803   | 4.      | 4.                       |
| Zhang Yuting                                | 1500 m       |          |          | 2:22,161    | 3.          | 2:18,741 | 6.       | kiesett | kiesett | kiesett  | kiesett | 17.                      |
| Han Yutong                                  | 1000 m       | 1:27,401 | 2.       | 1:31,638    | 5.          | kiesett  | kiesett  | kiesett | kiesett | kiesett  | kiesett | 18.                      |
| Han Yutong                                  | 1500 m       |          |          | 2:21,191    | 3.          | 2:17,112 | 2.       |         |         | 2:19,060 | 7.      | 7.                       |
| Zhang Chutong                               | 1000 m       | 1:27,910 | 3.       | 1:29,755    | 4.          | kiesett  | kiesett  | kiesett | kiesett | kiesett  | kiesett | 15.                      |
| Zhang Chutong                               | 1500 m       |          |          | 2:19,839    | 4.          | 2:26,717 | 7.       | kiesett | kiesett | kiesett  | kiesett | 20.                      |
| Fan Kexin Han Yutong Qu Chunyu Zhang Yuting | 3000 m váltó |          |          |             |             | 4:04,383 | 2.       |         |         | 4:03,863 | 3.      | 3. helyezett, bronzérmes |

Vegyes
| Versenyző                                            | Versenyszám  | Negyeddöntő | Negyeddöntő | Elődöntő | Elődöntő | B döntő | B döntő | Döntő    | Döntő | Helyezés                 |
| Versenyző                                            | Versenyszám  | Idő         | Hely.       | Idő      | Hely.    | Idő     | Hely.   | Idő      | Hely. | Helyezés                 |
| ---------------------------------------------------- | ------------ | ----------- | ----------- | -------- | -------- | ------- | ------- | -------- | ----- | ------------------------ |
| Qu Chunyu Fan Kexin Wu Dajing Ren Ziwei Zhang Yuting | 2000 m váltó | 2:37,535    | 1.          | 2:38,783 | 2.       |         |         | 2:37,348 | 1.    | 1. helyezett, aranyérmes |

## Síakrobatika
Ugrás
| Versenyző    | Versenyszám | Selejtező  | Selejtező  | Selejtező  | Selejtező     | Selejtező  | Döntő      | Döntő      | Döntő         | Döntő      | Döntő      | Helyezés                 |
| Versenyző    | Versenyszám | 1. forduló | 1. forduló | 2. forduló | 2. forduló    | 2. forduló | 1. forduló | 1. forduló | 1. forduló    | 1. forduló | 2. forduló | Helyezés                 |
| Versenyző    | Versenyszám | Pont       | Hely.      | Pont       | Jobb eredmény | Hely.      | 1. ugrás   | 2.ugrás    | Jobb eredmény | Hely.      | Pont       | Helyezés                 |
| ------------ | ----------- | ---------- | ---------- | ---------- | ------------- | ---------- | ---------- | ---------- | ------------- | ---------- | ---------- | ------------------------ |
| Jia Zongyang | Férfi       | 125,67     | 2.         | kiemelt    | kiemelt       | kiemelt    | 123,45     | 88,69      | 123,45        | 12.        | kiesett    | 7.                       |
| Qi Guangpu   | Férfi       | 127,88     | 1.         | kiemelt    | kiemelt       | kiemelt    | 125,22     | 114,48     | 125,22        | 8.         | 129,00     | 1. helyezett, aranyérmes |
| Sun Jiaxu    | Férfi       | 85,40      | 23.        | 110,86     | 110,86        | 12.        | kiesett    | kiesett    | kiesett       | kiesett    | kiesett    | 18.                      |
| Wang Xindi   | Férfi       | 114,60     | 12.        | 98,19      | 114,60        | 8.         | kiesett    | kiesett    | kiesett       | kiesett    | kiesett    | 14.                      |
| Kong Fanyu   | Női         | 83,78      | 9.         | 81,99      | 83,78         | 4.         | 102,71     | 62,24      | 102,71        | 3.         | 59,67      | 6.                       |
| Shao Qi      | Női         | 77,49      | 15.        | 54,90      | 77,49         | 11.        | kiesett    | kiesett    | kiesett       | kiesett    | kiesett    | 17.                      |
| Xu Mengtao   | Női         | 101,10     | 3.         | kiemelt    | kiemelt       | kiemelt    | 103,89     | nem indult | 103,89        | 1.         | 108,61     | 1. helyezett, aranyérmes |

| Versenyző                          | Versenyszám | 1. forduló | 1. forduló | 2. forduló | 2. forduló               |
| Versenyző                          | Versenyszám | Pont       | Hely.      | Pont       | Hely.                    |
| ---------------------------------- | ----------- | ---------- | ---------- | ---------- | ------------------------ |
| Xu Mengtao Jia Zongyang Qi Guangpu | Vegyes      | 336,89     | 1.         | 324,22     | 2. helyezett, ezüstérmes |

Akrobatika
Férfi
| Versenyző     | Versenyszám | Selejtező | Selejtező | Selejtező | Selejtező     | Selejtező | Döntő    | Döntő    | Döntő    | Döntő         | Döntő    |         |
| Versenyző     | Versenyszám | 1. futam  | 2. futam  | 3. futam  | Jobb eredmény | Hely.     | 1. futam | 2. futam | 3. futam | Jobb eredmény | Helyezés |         |
| ------------- | ----------- | --------- | --------- | --------- | ------------- | --------- | -------- | -------- | -------- | ------------- | -------- | ------- |
| He Binghan    | Félcső      | 45,00     | 17,75     |           | 45,00         | 21.       | kiesett  | kiesett  | kiesett  | kiesett       | kiesett  | kiesett |
| Mao Bingqiang | Félcső      | 62,75     | 66,25     |           | 66,25         | 14.       | kiesett  | kiesett  | kiesett  | kiesett       | kiesett  | kiesett |
| Sun Jingbo    | Félcső      | 4,25      | 48,75     |           | 48,75         | 18.       | kiesett  | kiesett  | kiesett  | kiesett       | kiesett  | kiesett |
| Wang Haizhuo  | Félcső      | 37,00     | 9,25      |           | 37,00         | 22.       | kiesett  | kiesett  | kiesett  | kiesett       | kiesett  | kiesett |
| He Jinbo      | Big air     | 45,25     | 36,75     | 49,00     | 85,75         | 27.       | kiesett  | kiesett  | kiesett  | kiesett       | kiesett  |         |
| He Jinbo      | Slopestyle  | 42,83     | 20,85     |           | 42,83         | 21.       | kiesett  | kiesett  | kiesett  | kiesett       | kiesett  |         |

Női
| Versenyző    | Versenyszám | Selejtező | Selejtező | Selejtező | Selejtező     | Selejtező | Döntő    | Döntő    | Döntő    | Döntő         | Döntő                    |         |
| Versenyző    | Versenyszám | 1. futam  | 2. futam  | 3. futam  | Jobb eredmény | Hely.     | 1. futam | 2. futam | 3. futam | Jobb eredmény | Helyezés                 |         |
| ------------ | ----------- | --------- | --------- | --------- | ------------- | --------- | -------- | -------- | -------- | ------------- | ------------------------ | ------- |
| Eileen Gu    | Big air     | 89,00     | 24,50     | 72,25     | 161,25        | 5.        | 93,75    | 88,50    | 94,50    | 188,25        | 1. helyezett, aranyérmes |         |
| Eileen Gu    | Slopestyle  | 57,28     | 79,38     |           | 79,38         | 3.        | 69,90    | 16,98    | 86,23    | 86,23         | 2. helyezett, ezüstérmes |         |
| Eileen Gu    | Félcső      | 93,75     | 95,50     |           | 95,50         | 1.        | 93,25    | 95,25    | 30,00    | 95,25         | 1. helyezett, aranyérmes |         |
| Yang Shuorui | Big air     | 38,25     | 40,50     | 55,50     | 96,00         | 20.       | kiesett  | kiesett  | kiesett  | kiesett       | kiesett                  |         |
| Yang Shuorui | Slopestyle  | 18,46     | 39,05     |           | 39,05         | 23.       | kiesett  | kiesett  | kiesett  | kiesett       | kiesett                  |         |
| Li Fanghui   | Félcső      | 84,75     | 19,25     |           | 84,75         | 7.        | 81,75    | 86,50    | 16,75    | 86,50         | 5.                       |         |
| Wu Meng      | Félcső      | 12,50     | 67,75     |           | 67,75         | 16.       | kiesett  | kiesett  | kiesett  | kiesett       | kiesett                  | kiesett |
| Zhang Kexin  | Félcső      | 77,50     | 86,50     |           | 86,50         | 5.        | 78,75    | 25,75    | 3,25     | 78,75         | 7.                       |         |

Mogul
| Versenyző | Versenyszám | Selejtező | Selejtező | Selejtező | Selejtező | Selejtező | Selejtező | Selejtező | Selejtező | Döntő    | Döntő    | Döntő    | Döntő    | Döntő    | Döntő    | Döntő    | Döntő    | Döntő    | Döntő    | Döntő    | Helyezés |
| Versenyző | Versenyszám | 1. futam  | 1. futam  | 1. futam  | 1. futam  | 2. futam  | 2. futam  | 2. futam  | 2. futam  | 1. futam | 1. futam | 1. futam | 1. futam | 2. futam | 2. futam | 2. futam | 2. futam | 3. futam | 3. futam | 3. futam | Helyezés |
| Versenyző | Versenyszám | Idő       | Pont      | Össz.     | Hely.     | Idő       | Pont      | Össz.     | Hely.     | Idő      | Pont     | Össz.    | Hely.    | Idő      | Pont     | Össz.    | Hely.    | Idő      | Pont     | Össz.    | Helyezés |
| --------- | ----------- | --------- | --------- | --------- | --------- | --------- | --------- | --------- | --------- | -------- | -------- | -------- | -------- | -------- | -------- | -------- | -------- | -------- | -------- | -------- | -------- |
| Zhao Yang | Férfi       | 28,09     | 50,51     | 61,47     | 28.       | 26,42     | 51,79     | 64,95     | 20.       | kiesett  | kiesett  | kiesett  | kiesett  | kiesett  | kiesett  | kiesett  | kiesett  | kiesett  | kiesett  | kiesett  | 30.      |
| Li Nan    | Női         | 31,76     | 51,11     | 63,32     | 19.       | 46,17     | 10,67     | 10,67     | 15.       | kiesett  | kiesett  | kiesett  | kiesett  | kiesett  | kiesett  | kiesett  | kiesett  | kiesett  | kiesett  | kiesett  | 25.      |

Krossz
| Versenyző   | Versenyszám | Rangsorolás | Rangsorolás | Nyolcaddöntő | Negyeddöntő | Elődöntő | Döntő    | Helyezés |
| Versenyző   | Versenyszám | Idő         | Hely.       | Helyezés     | Helyezés    | Helyezés | Helyezés | Helyezés |
| ----------- | ----------- | ----------- | ----------- | ------------ | ----------- | -------- | -------- | -------- |
| Pu Rui      | Női         | 1:30,01     | 25.         | 4.           | kiesett     | kiesett  | kiesett  | 25.      |
| Ran Hongyun | Női         | 1:25,85     | 24.         | 3.           | kiesett     | kiesett  | kiesett  | 24.      |

## Sífutás
Távolsági
Férfi
| Versenyző                                         | Versenyszám     | Klasszikus | Klasszikus | Szabad     | Szabad     | Összesen   | Összesen |
| Versenyző                                         | Versenyszám     | Idő        | Hely.      | Idő        | Hely.      | Idő        | Helyezés |
| ------------------------------------------------- | --------------- | ---------- | ---------- | ---------- | ---------- | ---------- | -------- |
| Ciren Zhandui                                     | 15 km           |            |            |            |            | 43:22,2    | 63.      |
| Hadesi Badelihan                                  | 15 km           |            |            |            |            | 42:48,1    | 57.      |
| Hadesi Badelihan                                  | 50 km           |            |            |            |            | 1:19:45,9  | 45.      |
| Hadesi Badelihan                                  | 30 km           | 44:04,2    | 49.        | lekörözték | lekörözték | lekörözték | 50.      |
| Liu Rongsheng                                     | 15 km           |            |            |            |            | 41:51,7    | 47.      |
| Liu Rongsheng                                     | 30 km           | 43:19,3    | 45.        | 41:05,6    | 37.        | 1:24:59,6  | 38.      |
| Liu Rongsheng                                     | 50 km           |            |            |            |            | 1:19:58,5  | 48.      |
| Shang Jincai                                      | 15 km           |            |            |            |            | 41:29,6    | 41.      |
| Shang Jincai                                      | 30 km           | 43:03,2    | 41.        | 43:08,8    | 48.        | 1:26:48,2  | 49.      |
| Chen Degen                                        | 30 km           | 45:55,6    | 60.        | lekörözték | lekörözték | lekörözték | 59.      |
| Chen Degen                                        | 50 km           |            |            |            |            | 1:18:14,1  | 41.      |
| Vang Csiang                                       | 50 km           |            |            |            |            | 1:19:53,5  | 46.      |
| Chen Degen Liu Rongsheng Shang Jincai Vang Csiang | 4 × 10 km váltó |            |            |            |            | lekörözték | 13.      |

Női
| Versenyző                                       | Versenyszám    | Klasszikus | Klasszikus | Szabad  | Szabad | Összesen  | Összesen |
| Versenyző                                       | Versenyszám    | Idő        | Hely.      | Idő     | Hely.  | Idő       | Helyezés |
| ----------------------------------------------- | -------------- | ---------- | ---------- | ------- | ------ | --------- | -------- |
| Chi Chunxue                                     | 10 km          |            |            |         |        | 31:10,6   | 39.      |
| Chi Chunxue                                     | 15 km          | 24:45,5    | 35.        | 23:40,7 | 34.    | 49:08,3   | 34.      |
| Chi Chunxue                                     | 30 km          |            |            |         |        | 1:35:41,0 | 38.      |
| Dinigeer Yilamujiang                            | 10 km          |            |            |         |        | 32:23,8   | 56.      |
| Dinigeer Yilamujiang                            | 15 km          | 25:26,8    | 45.        | 24:01,7 | 39.    | 50:10,7   | 43.      |
| Dinigeer Yilamujiang                            | 30 km          |            |            |         |        | 1:50:04,2 | 60.      |
| Li Hszin                                        | 10 km          |            |            |         |        | 31:36,9   | 45.      |
| Li Hszin                                        | 15 km          | 25:03,1    | 38.        | 23:27,6 | 28.    | 49:07,7   | 33.      |
| Li Hszin                                        | 30 km          |            |            |         |        | 1:38:39,2 | 46.      |
| Ma Csing-hua                                    | 10 km          |            |            |         |        | 31:52,3   | 50.      |
| Jialin Bayani                                   | 15 km          | 25:41,2    | 48.        | 24:00,3 | 38.    | 50:20,2   | 46.      |
| Jialin Bayani                                   | 30 km          |            |            |         |        | 1:39:14,8 | 47.      |
| Chi Chunxue Li Hszin Jialin Bayani Ma Csing-hua | 4 × 5 km váltó |            |            |         |        | 57:49,7   | 10.      |

Sprint
| Versenyző                | Versenyszám         | Selejtező | Selejtező | Negyeddöntő | Negyeddöntő | Elődöntő | Elődöntő | Döntő   | Helyezés |
| Versenyző                | Versenyszám         | Idő       | Hely.     | Idő         | Hely.       | Idő      | Hely.    | Idő     | Helyezés |
| ------------------------ | ------------------- | --------- | --------- | ----------- | ----------- | -------- | -------- | ------- | -------- |
| Ciren Zhandui            | Férfi egyéni sprint | 3:03,22   | 60.       | kiesett     | kiesett     | kiesett  | kiesett  | kiesett | 60.      |
| Liu Rongsheng            | Férfi egyéni sprint | 3:12,14   | 79.       | kiesett     | kiesett     | kiesett  | kiesett  | kiesett | 79.      |
| Shang Jincai             | Férfi egyéni sprint | 3:06,52   | 67.       | kiesett     | kiesett     | kiesett  | kiesett  | kiesett | 67.      |
| Vang Csiang              | Férfi egyéni sprint | 2:48,91   | 5.        | kizárták    | kizárták    | kiesett  | kiesett  | kiesett | 30.      |
| Vang Csiang Shang Jincai | Férfi csapatsprint  |           |           |             |             | 20:12,40 | 7.       | kiesett | 13.      |
| Chi Chunxue              | Női egyéni sprint   | 3:25,31   | 38.       | kiesett     | kiesett     | kiesett  | kiesett  | kiesett | 38.      |
| Dinigeer Yilamujiang     | Női egyéni sprint   | 3:34,55   | 56.       | kiesett     | kiesett     | kiesett  | kiesett  | kiesett | 56.      |
| Jialin Bayani            | Női egyéni sprint   | 3:39,27   | 66.       | kiesett     | kiesett     | kiesett  | kiesett  | kiesett | 66.      |
| Ma Csing-hua             | Női egyéni sprint   | 3:25,05   | 36.       | kiesett     | kiesett     | kiesett  | kiesett  | kiesett | 36.      |
| Chi Chunxue Li Hszin     | Női csapatsprint    |           |           |             |             | 23:43,93 | 5.       | kiesett | 11.      |

## Síugrás
Férfi
| Versenyző                                      | Versenyszám   | Selejtező | Selejtező | Selejtező | 1. ugrás | 1. ugrás | 1. ugrás | 2. ugrás | 2. ugrás | 2. ugrás | Összesítés | Összesítés |
| Versenyző                                      | Versenyszám   | Táv       | Pont      | Hely.     | Táv      | Pont     | Hely.    | Táv      | Pont     | Hely.    | Pont       | Helyezés   |
| ---------------------------------------------- | ------------- | --------- | --------- | --------- | -------- | -------- | -------- | -------- | -------- | -------- | ---------- | ---------- |
| Song Qiwu                                      | Normálsánc    | 61,5      | 24,3      | 53.       | kiesett  | kiesett  | kiesett  | kiesett  | kiesett  | kiesett  | kiesett    | kiesett    |
| Song Qiwu                                      | Nagysánc      | 94,5      | 50,7      | 55.       | kiesett  | kiesett  | kiesett  | kiesett  | kiesett  | kiesett  | kiesett    | kiesett    |
| MLyu Yixin Song Qiwu Zhen Weijie Zhou Xiaoyang | Csapatverseny |           |           |           | 346,0    | 115,0    | 11.      | kiesett  | kiesett  | kiesett  | kiesett    | kiesett    |

Női
| Versenyző    | Versenyszám | Első forduló | Első forduló | Első forduló | Döntő   | Döntő   | Döntő   | Összesítés | Összesítés |
| Versenyző    | Versenyszám | Táv          | Pont         | Hely.        | Táv     | Pont    | Hely.   | Pont       | Helyezés   |
| ------------ | ----------- | ------------ | ------------ | ------------ | ------- | ------- | ------- | ---------- | ---------- |
| Dong Bing    | Normálsánc  | 73,0         | 57,3         | 31.          | kiesett | kiesett | kiesett | 57,3       | 31.        |
| Peng Qingyue | Normálsánc  | 63,5         | 31,3         | 38.          | kiesett | kiesett | kiesett | 31,3       | 38.        |

Vegyes
| Versenyző                                    | Versenyszám   | Első forduló | Első forduló | Első forduló | Döntő   | Döntő   | Döntő   | Összesítés | Összesítés |
| Versenyző                                    | Versenyszám   | Táv          | Pont         | Hely.        | Táv     | Pont    | Hely.   | Pont       | Helyezés   |
| -------------------------------------------- | ------------- | ------------ | ------------ | ------------ | ------- | ------- | ------- | ---------- | ---------- |
| Dong Bing Peng Qingyue Song Qiwu Zhao Jiawen | Csapatverseny | 286,5        | 229,8        | 10.          | kiesett | kiesett | kiesett | kiesett    | kiesett    |

## Snowboard
Akrobatika
Férfi
| Versenyző    | Versenyszám | Selejtező | Selejtező  | Selejtező | Selejtező     | Selejtező | Döntő    | Döntő    | Döntő    | Döntő         | Helyezés                 |
| Versenyző    | Versenyszám | 1. futam  | 2. futam   | 3. futam  | Jobb eredmény | Hely.     | 1. futam | 2. futam | 3. futam | Jobb eredmény | Helyezés                 |
| ------------ | ----------- | --------- | ---------- | --------- | ------------- | --------- | -------- | -------- | -------- | ------------- | ------------------------ |
| Su Yiming    | Big air     | 92,50     | 62,75      | 28,00     | 155,25        | 5.        | 89,50    | 93,00    | 33,00    | 182,50        | 1. helyezett, aranyérmes |
| Su Yiming    | Slopestyle  | 86,80     | 41,93      |           | 86,80         | 1.        | 78,38    | 88,70    | 66,58    | 88,70         | 2. helyezett, ezüstérmes |
| Fan Xiaobing | Halfpipe    | 39,00     | 44,00      |           | 44,00         | 16.       | kiesett  | kiesett  | kiesett  | kiesett       | 16.                      |
| Gao Hongbo   | Halfpipe    | 15,00     | nem indult |           | 15,00         | 25.       | kiesett  | kiesett  | kiesett  | kiesett       | 25.                      |
| Gu Ao        | Halfpipe    | 50,25     | 58,50      |           | 58,50         | 14.       | kiesett  | kiesett  | kiesett  | kiesett       | 14.                      |
| Wang Ziyang  | Halfpipe    | 20,25     | 7,50       |           | 20,25         | 21.       | kiesett  | kiesett  | kiesett  | kiesett       | 21.                      |

Női
| Versenyző   | Versenyszám | Selejtező | Selejtező | Selejtező | Selejtező     | Selejtező | Döntő    | Döntő    | Döntő    | Döntő         | Helyezés |
| Versenyző   | Versenyszám | 1. futam  | 2. futam  | 3. futam  | Jobb eredmény | Hely.     | 1. futam | 2. futam | 3. futam | Jobb eredmény | Helyezés |
| ----------- | ----------- | --------- | --------- | --------- | ------------- | --------- | -------- | -------- | -------- | ------------- | -------- |
| Rong Ge     | Big air     | 10,75     | 64,00     | 65,75     | 129,75        | 9.        | 29,00    | 85,75    | 74,25    | 160,00        | 5.       |
| Rong Ge     | Slopestyle  | 29,36     | 13,01     |           | 29,36         | 25.       | kiesett  | kiesett  | kiesett  | kiesett       | 25.      |
| Cai Xuetong | Halfpipe    | 83,25     | 55,50     |           | 83,25         | 3.        | 81,25    | 64,50    | 75,00    | 81,25         | 4.       |
| Liu Jiayu   | Halfpipe    | 15,25     | 72,25     |           | 72,25         | 7.        | 11,25    | 4,75     | 73,50    | 73,50         | 8.       |
| Qiu Leng    | Halfpipe    | 63,50     | 66,25     |           | 66,25         | 12.       | 53,75    | 9,50     | 18,75    | 53,75         | 12.      |
| Wu Shaotong | Halfpipe    | 10,25     | 16,75     |           | 16,75         | 22.       | kiesett  | kiesett  | kiesett  | kiesett       | 22.      |

Parallel giant slalom
| Versenyző    | Versenyszám | Selejtező | Selejtező | Nyolcaddöntő      | Negyeddöntő       | Elődöntő          | Döntő             | Helyezés |
| Versenyző    | Versenyszám | Idő       | Hely.     | Ellenfél Eredmény | Ellenfél Eredmény | Ellenfél Eredmény | Ellenfél Eredmény | Helyezés |
| ------------ | ----------- | --------- | --------- | ----------------- | ----------------- | ----------------- | ----------------- | -------- |
| Bi Ye        | Férfi       | 1:23,53   | 22.       | kiesett           | kiesett           | kiesett           | kiesett           | 22.      |
| Gong Naiying | Női         | 1:29,31   | 19.       | kiesett           | kiesett           | kiesett           | kiesett           | 19.      |
| Zang Ruxin   | Női         | 1:37,48   | 25.       | kiesett           | kiesett           | kiesett           | kiesett           | 25.      |

Snowboard cross
| Versenyző | Versenyszám | Rangsorolás | Rangsorolás | Nyolcaddöntő | Negyeddöntő | Elődöntő | Döntő    | Helyezés |
| Versenyző | Versenyszám | Idő         | Hely.       | Helyezés     | Helyezés    | Helyezés | Helyezés | Helyezés |
| --------- | ----------- | ----------- | ----------- | ------------ | ----------- | -------- | -------- | -------- |
| Feng He   | Női         | 1:31,25     | 30.         | 4.           | kiesett     | kiesett  | kiesett  | 30.      |

## Szánkó
| Versenyző              | Versenyszám | 1. futam | 1. futam | 2. futam | 2. futam | 3. futam | 3. futam | 4. futam | 4. futam | Összesítés | Összesítés |
| Versenyző              | Versenyszám | Idő      | Hely.    | Idő      | Hely.    | Idő      | Hely.    | Idő      | Hely.    | Idő        | Helyezés   |
| ---------------------- | ----------- | -------- | -------- | -------- | -------- | -------- | -------- | -------- | -------- | ---------- | ---------- |
| Fan Duoyao             | Férfi egyes | 58,848   | 23.      | 58,883   | 21.      | 58,895   | 25.      | kiesett  | kiesett  | 2:56,626   | 24.        |
| Wang Peixuan           | Női egyes   | 1:00,986 | 29.      | 1:00,391 | 28.      | 1:00,025 | 28.      | kiesett  | kiesett  | 3:01,402   | 29.        |
| Huang Yebo Peng Junyue | Kettes      | 1:00,732 | 17.      | 1:00,840 | 17.      |          |          |          |          | 2:01,572   | 17.        |

| Versenyző                                        | Versenyszám  | Női      | Női   | Férfi    | Férfi | Kettes   | Kettes | Összesítés | Összesítés |
| Versenyző                                        | Versenyszám  | Idő      | Hely. | Idő      | Hely. | Idő      | Hely.  | Idő        | Helyezés   |
| ------------------------------------------------ | ------------ | -------- | ----- | -------- | ----- | -------- | ------ | ---------- | ---------- |
| Wang Peixuan Fan Duoyao Huang Yebo / Peng Junyue | Vegyes váltó | 1:01,947 | 13.   | 1:03,467 | 11.   | 1:04,768 | 13.    | 3:10,182   | 12.        |

## Szkeleton
| Versenyző   | Versenyszám | 1. futam | 1. futam | 2. futam | 2. futam | 3. futam | 3. futam | 4. futam | 4. futam | Összesítés | Összesítés               |
| Versenyző   | Versenyszám | Idő      | Hely.    | Idő      | Hely.    | Idő      | Hely.    | Idő      | Hely.    | Idő        | Helyezés                 |
| ----------- | ----------- | -------- | -------- | -------- | -------- | -------- | -------- | -------- | -------- | ---------- | ------------------------ |
| Yan Wengang | Férfi       | 1:00,43  | 3.       | 1:00,65  | 4.       | 1:00,54  | 6.       | 1:00,15  | 1.       | 4:01,77    | 3. helyezett, bronzérmes |
| Yin Zheng   | Férfi       | 1:00,74  | 7.       | 1:00,71  | 5.       | 1:00,40  | 4.       | 1:00,28  | 2.       | 4:02,13    | 5.                       |
| Li Yuxi     | Női         | 1:02,64  | 14.      | 1:02,62  | 9.       | 1:02,39  | 12.      | 1:02,94  | 19.      | 4:10,59    | 14.                      |
| Zhao Dan    | Női         | 1:02,26  | 3.       | 1:02,40  | 5.       | 1:02,53  | 16.      | 1:02,33  | 9.       | 4:09,52    | 9.                       |